# Православни литургијски календар
Црквени календар Српске православне Цркве и осталих помесних Цркава садржи листу светитеља за сваки дан на њихов помен код верујућег народа. Иако се сваког дана помиње и слави више светаца истог дана, најчешће се у календарима које издаје Црква налазе важнији светитељи или празници за тај дан, док се остали налазе у литургијским књигама. Неки светитељи су узети за крсне славе па су народу веома познати и доста слављени. Неки празници нису увек истог датума па их није имало смисла овде наводити. Ускрс је сваке године другог датума и варира између 22.3. а и 25.4., па се светац који се тог дана слави те године уступа важност већем празнику.
Посебно се издвајају ускршњи празници чији датуми фиксирани за централни празник а варирају јер зависе од датума Ускрса који је сваке године другачији.
Црквени календар није сваке године исти јер се празници доста померају, али је народ нашао начин да сам напамет израчуна када ће бити који празник. Поред црквених назива празника, додати су са стране и народни називи празника.
Овде су дати датуми по грегоријанском календару који не мењају датум прослављања.
Календар који се користи у Српској православној Цркви је јулијански, који је до 1919. године био и цивилни календар државе. Он се разликује од грегоријанског за 13 дана, који су грегоријанском додали ради изједначавања зимске краткодневнице, а која ни данас није више тачна.
Године се у црквеном календару броје од године Христовог рођења, или од времена Великог потопа, односно 5508. п.н.е. године, која се узима као година новог стварања света.
Православни литургијски календар диктира ритам живота православне цркве. Сваки дан у години има своје светитеље, празнике, правила поста…
Постоје две врсте празника у православном календару: стални и покретни (шетајући). Стални празници се сваке године славе истог дана по православном календару, док се покретни мењају сваке године (као нпр. Васкрс).
Овде се налазе само непокретни празници који су сваке године исти. Да би се неки датум из православног (јулијанског) календара пребацио у грегоријански потребно је додати 13 дана. У православљу литургијска година почиње 1. септембра.
| Септембар | 1 2 3 4 5 6 7 8 9 10 11 12 13 14 15 16 17 18 19 20 21 22 23 24 25 26 27 28 29 30    |
| Октобар   | 1 2 3 4 5 6 7 8 9 10 11 12 13 14 15 16 17 18 19 20 21 22 23 24 25 26 27 28 29 30 31 |
| Новембар  | 1 2 3 4 5 6 7 8 9 10 11 12 13 14 15 16 17 18 19 20 21 22 23 24 25 26 27 28 29 30    |
| Децембар  | 1 2 3 4 5 6 7 8 9 10 11 12 13 14 15 16 17 18 19 20 21 22 23 24 25 26 27 28 29 30 31 |
| Јануар    | 1 2 3 4 5 6 7 8 9 10 11 12 13 14 15 16 17 18 19 20 21 22 23 24 25 26 27 28 29 30 31 |
| Фебруар   | 1 2 3 4 5 6 7 8 9 10 11 12 13 14 15 16 17 18 19 20 21 22 23 24 25 26 27 28 (29)     |
| Март      | 1 2 3 4 5 6 7 8 9 10 11 12 13 14 15 16 17 18 19 20 21 22 23 24 25 26 27 28 29 30 31 |
| Април     | 1 2 3 4 5 6 7 8 9 10 11 12 13 14 15 16 17 18 19 20 21 22 23 24 25 26 27 28 29 30    |
| Мај       | 1 2 3 4 5 6 7 8 9 10 11 12 13 14 15 16 17 18 19 20 21 22 23 24 25 26 27 28 29 30 31 |
| Јун       | 1 2 3 4 5 6 7 8 9 10 11 12 13 14 15 16 17 18 19 20 21 22 23 24 25 26 27 28 29 30    |
| Јул       | 1 2 3 4 5 6 7 8 9 10 11 12 13 14 15 16 17 18 19 20 21 22 23 24 25 26 27 28 29 30 31 |
| Август    | 1 2 3 4 5 6 7 8 9 10 11 12 13 14 15 16 17 18 19 20 21 22 23 24 25 26 27 28 29 30 31 |

## Јануар (Богојављенски)
| 1.1.  | (19.12.) | 121x121piskel | Свети мученик Бонифатије; Свети Григорије (Григентије), епископ омиритски; Свети Бонифатије Милостиви, епископ ферентијски; Преподобни Илија Муромец; Свети мученици Полијевкт и Тимотеј; Свети мученици Илија, Пров и Арис; Аглиада Римљанка                                             |                   |
| 2.1.  | (20.12.) |               | Свети Игњатије Богоносац (Претпр. Рождества); свети Данило Други, Архиепископ српски ; Свети Јован Кронштатски; Филогоније Антиохијски; Игњатије Печерски | Игњатијевдан      |
| 3.1.  | (21.12.) |               | Света мученица Јулијана; свети Петар Кијевски; Свети мученик Темистокле; Свети Прокопије Вјатски; Света Јулијана Вјаземска; Свети Петар Чудотворац; |                   |
| 4.1.  | (22.12.) |               | Света великомученица Анастасија; Света мученица Теодотија с три детета; Свети Хрисогон Никејски; Свети Никифор Лепрозни Богородица Спаситељка оних који пропадају |                   |
| 5.1.  | (23.12.) |               | Светих 10 мученика Критских; преподобни Наум Охридски; Свети Нифонт Чудотворац; Свети Хрисогон Солунски; Свети Теоктист Новгородски; Свети Схинон; Свети Павле Неокесаријски; Свети Давид Двински; Преподобни Неофит Кипарски                                                             | Туциндан          |
| 6.1.  | (24.12.) |               | Света преподобномученица Евгенија; Преподобни Никола војвода; Свети Сосије и Теоклије; Свети Филип Александријски; Свети Кастул; Света Васила; Свети Прот и Јакинт; Свети мученик Антиох Афродисије; Сергије Московски; Сергеј Мечов                                                      | Бадњидан          |
| 7.1.  | (25.12.) |               | Рождество Христово | Божић             |
| 8.1.  | (26.12.) |               | Сабор Пресвете Богородице; Спомен бекства у Мисир; Преподобни Еварест; Свети Јевтимије Исповедник, епископ сардијски; Преподобни Константин Синадски; Праведни Јосиф; цар Давид; Јаков, брат Господњи; Преподобни Никодим Освећени Тисмански;                                             |                   |
| 9.1.  | (27.12.) |               | Свети првомученик и архиђакон Стефан; Преподобни мученик Теодор и Теофан Начертани; свети Тихон Никаноров; Свети Јосиф Обручник | Стефандан         |
| 10.1. | (28.12.) |               | Светих 20.000 мученика Никомидијских; Преподобни Симон Мироточиви; Света мученица Домна; свети апостол Никанор; Игњатије Ломски |                   |
| 11.1. | (29.12.) |               | Светих 14.000 младенаца Витлејемских; Преподобни Маркел, из Апамије Сиријске; Преподобни Марко Гробар и Теофил Плачљиви; |                   |
| 12.1. | (30.12.) |               | Света мученица Анисија; Преподобна Теодора Цариградска; Свети апостол Тимон; Преподобна Теодора Кесаријска; Преподобни мученик Гедеон; Либерије Равенски; Свети пророк и Цар Давид; Свети Великомученици прњаворски; Преподобни Василиск Сибирски                                         |                   |
| 13.1. | (31.12.) |               | Преподобна Меланија Римљанка; Свети Доситеј Загребачки Исповедник ; Свети праведни Јосиф, цар Давид и Јаков брат Господњи; Преподобни мученик Зотик Сиропитатељ; Блажени Теофилакт, архиепископ охридски; Свети Петар Могила; Свети Макарије Московски; Свети Пајсије Светогорски         | Оданије Рождества |
| 14.1. | (1.1.)   |               | Обрезање Господње (Нова година); свети Василије Велики ; Свети Петар Пелопонески; Григорије Назијански (старији); Богородица Казањска | Васиљевдан        |
| 15.1. | (2.1.)   |               | Преподобни Серафим Саровски (Претпр. Богојављења); свети Силвестар; Света Теодота; Преподобни Амон; свети Козма I Цариградски; Свети Зорзије; Света Јулијана Лазаревска ; свтеи Павле Тивејски; Василије Анкирски; Силвестар Печерски                                                     |                   |
| 16.1. | (3.1.)   |               | Свети пророк Малахија; свети мученик Гордије; Света Геновева; |                   |
| 17.1. | (4.1.)   |               | Сабор 70 светих апостола; свети Јевстатије I Српски; Евнух царице Кандакије; Преподобномученик Онуфрије Хиландарац; свети Акакије Мирсинон; свети Зосима Монах; |                   |
| 18.1. | (5.1.)   |               | Свети Свети Теопемт и Теона; Свети пророк Михеј I; Преподобна мати Синклитикија; Преподобна Аполинарија; Свети Григорије Критски; Свети Мина; Свети Фостирије | Крстовдан         |
| 19.1. | (6.1.)   |               | Богојављење | Богојављење       |
| 20.1. | (7.1.)   |               | Сабор светог Јована Крститеља; Свети Атанасије Анталијски | Јовањдан;         |
| 21.1. | (8.1.)   |               | Свети мученик Јулијан и Василиса; преподобни Георгије Хозевит; Свети Григорије Охридски; Свети Теофил Ђакон; Свети Картерије; Света Партена; Свештеномученик Исидор; Свети Илија Пустињак; Свети Еладије Мирјанин; Свети Або; свети Григорије Печерски; Атик Цариградски; Кир Цариградски |                   |
| 22.1. | (9.1.)   |               | Свети мученик Полијевкт; свети Филип Московски; Света Домника; свети пророк Семеј; Јона Московски; Евстратије Чудотворац; Јона Кијевски; Свети Петар, епископ Севастијски |                   |
| 23.1. | (10.1.)  |               | Свети Григорије Ниски; преподобни Дометијан; Свети Маркијан; свети Теофан Затворник; Павле Обнорски |                   |
| 24.1. | (11.1.)  |               | Преподобни Теодосије Велики; преподобни Михаило; Теодосије Антиохијски; Теодосије Трапезунтски; Свети Стефан Плакидилнски, Теодор и Агапије; Свети мученик Маир |                   |
| 25.1. | (12.1.)  |               | Света мученица Татијана; Свети мученик Петар Авесаламит; Преподобна Мати Теодора; Мартинијан Бјелојезерски Света Богородица Млекопитатељица; |                   |
| 26.1. | (13.1.)  |               | Свети мученици Ермил и Стратоник (Оданије Богојављења); Свети Јаков, епископ нисибијски; Преподобни Максим Капсокалива; Елеазар Анзерски |                   |
| 27.1. | (14.1.)  |               | Свети Сава, први архиепископ српски; Преподобни мученици Оци Синајски и Раитски; Свети Иларије, епископ поатијски; Света Нина, просветитељка Грузије | Савиндан          |
| 28.1. | (15.1.)  |               | Преподобни Павле Тивејски; Преподобни Гаврило Лесновски; Преподобни Јован Кушчник; Свети мученик Пансофије; |                   |
| 29.1. | (16.1.)  |               | Часне вериге Светог апостола Петра; преподобни Ромило Раванички; Свети мученици Певсип, Елевсип, Малевсип и баба им Леонила; Преподобни мученик Дамаскин Габровски; Гонорат Арелатски; Данакт Илирски;                                                                                    | Часне вериге      |
| 30.1. | (17.1.)  |               | Преподобни Антоније Велики; Свети цар Теодосије Велики; Свети мученик Георгије Нови, јањински; Антоније Нови Чудотворац; Преподобни Ахила Печерски; Антоније Димски; Антоније Краснохолмски                                                                                               |                   |
| 31.1. | (18.1.)  |               | Свети Атанасије Велики; Свети Максим, архиепископ влахозапланински; свети Максим, патријарх српски; Кирил Александријски | Атанасијевдан     |

## Фебруар (Сретењски)
| 1.2.  | (19.1.) | 136x136piskel | Преподобни Макарије Египатски; свети Марко Ефески; Свети Арсеније, епископ крфски; Блажени Теодор; Свети преподобни Макарије Печерски; Свети преподобни Мелетије Галисиот; Блажени Теодор Новгородски; Свети Макарије Александријски; Свети преподобни Антоније Столпник; Света мученица Евфрасија Никомидијска; Свети преподобни Козма Христостомат                               |                 |
| 2.2.  | (20.1.) |               | Преподобни Јевтимије Велики; Свети мученици Енен, Нирен и Пен; Јевтимије Трновски; Свети цар Лав Велики; Свети новомученик Захарија Патраски; Света мученица Ана Римска; Свети мученици Тирс и Агнија; Свети мученици Вас, Јевсевије, Јевтихије и Василид |                 |
| 3.2.  | (21.1.) |               | Преподобни Максим Исповедник; свети мученик Неофит; Блажени Максим Грк; Света мученица Агнија; Свети мученици Кандид, Валеријан, Акила и Евгеније; Света мученица Емерентијана |                 |
| 4.2.  | (22.1.) |               | Свети апостол Тимотеј; преподобни мученик Анастасије; Анастасије Печерски; Анастасије Римски; Јосиф Освећени; Макарије Жабински |                 |
| 5.2.  | (23.1.) |               | Свети свештеномученик Климент Анкирски; Шести васељенски сабор; Свети Павлин Милостиви; свети Теоктист Новгородски; Генадије Костромски; Серафим Дмировски; Мавсима Сирин |                 |
| 6.2.  | (24.1.) |               | Преподобна Ксенија Римљанка; свети мученик Вавила; Преподобни Македоније; Преподобни Филон, епископ кипарски; Преподобни Дионисије Олимпијски, чудотворац; свети Анастасије Персијски; света Ксенија Петроградска; Свети Јован Казански |                 |
| 7.2.  | (25.1.) |               | Свети Григорије Богослов; преподобни Публије; Преподобни Мар; Свети мученици Фелицита и седам јој синова; Кастиније Византијски; Мојсије Новогородски; Преподобни Анатолије Оптински; Свети преподобни Димитрије Скевофилакс |                 |
| 8.2.  | (26.1.) |               | Преподобни Ксенофонт и Марија; Преподобни Симеон Ветхи; Свети Давид, цар грузијски (1089—1130); Јосиф Исповедник; свети Теодор Студит; Света Павла Римска |                 |
| 9.2.  | (27.1.) |               | Пренос моштију светог Јована Златоуста; Преподобни Тит Печерски; Јелисавета Чудотворка; Димитрије Новомученик; Свети преподобни Клавдин; |                 |
| 10.2. | (28.1.) |               | Преподобни Јефрем Сирин; преподобни Исак Сирин; Преподобни Паладије, пустињак сиријски; Преподобни Јефрем Печерски; Теодосије Тотемски; Корнилије Крипецки; Јефрем Новоторжки |                 |
| 11.2. | (29.1.) |               | Пренос моштију светог Игњатија Богоносца; Свети мученици Роман, Јаков, Филотеј, Иперихије, Авив, Јулијан и Паригорије; Преподобни Лаврентије Печерски; Викторија Албитинијска; Преподобни Лаврентије Черњиговски; Андреј Рубљов; Преподобни Теофило Лужски |                 |
| 12.2. | (30.1.) |               | Света Три Јерарха; Свештеномученик Иполит, епископ римски; Свети мученик Теофил Нови; Свети Петар, цар бугарски; Три јерарха; света Хрисија Римска; свети Зинон Постник; Пелагија Рјазинска; Свети преподобни Зинон Кападокијски |                 |
| 13.2. | (31.1.) |               | Свети бесребреници Кир и Јован; Света мученица Трифена; Преподобни Никита Печерски; Илија Ардунис; Свети мученици Викторин, Виктор, Никифор, Клавдије, Диодор, Серапион и Папије; |                 |
| 14.2. | (1.2.)  |               | Свети мученик Трифун (Претпразништво Сретења); Свети мученици Перпетуа, Фелицита, Сатир, и други с њима; Преподобни Петар Галатијски; Игњатије Мариопољски; Свети преподобни Вендемијан; Свети мученик Карион; Свети Тимотеј Исповедник; Свети мученик Тејон и два детета; Свети новомученик Анастасије; преподобни Василије, архиепископ Солунски; Свети Давид, Симеон и Георгије | Тривундан       |
| 15.2. | (2.2.)  |               | Сретење Господње; Свети новомученик Јордан; Свети Игњатије Готејски; Свети мученик Агатадор; Свети преподобномученик Гаврило | Сретење         |
| 16.2. | (3.2.)  |               | Свети Симеон Богопримац; Свети Симеон и Ана; Свети мученици Адријан и Евула;свети Јаков Архиепископ Српски; Свети Николај Јапански; Ана Пророчица; Свети пророк Азарије; Роман Углички; Свети Игњатије Мариопољски; Симеон Тверски; Свети Анатолије; Свети Павле и Симон; Преподобни Клаудије; Свети Стаматије и Јован; Свети кнезови Свјатослав и Димитрије;                      |                 |
| 17.2. | (4.2.)  |               | Преподобни Исидор Пелусиот; преподобни Николај исповедник; Свети новомученик Јосиф; Свети Георгије Владимирски; Преподобни Кирил Новојезерски; Аврамије Арвилски; Јован Иринопољски; преподобни Никита; преподобни Јасим; преподобни Аврамије и Коприје; Свети мученик Теоктист |                 |
| 18.2. | (5.2.)  |               | Света мученица Агатија; Свети Полиевкт Цариградски; Света мученица Теодула; Свети Теодосије Черниговски; Теодосије Антиохијски; Преподобна Ана Рјазинска; Антоније Атињанин; Свети Евагрије и Макарије; Свети Еладије и Воит |                 |
| 19.2. | (6.2.)  |               | Свети Фотије Цариградски; Свети Вукол Смирнски; Фауста Сремска; Доротеја Цезарејска; Преподобни Варсонуфије и Јован; Свети мученици Марта и Марија и брат им Ликарион; Света Фауста Кизичка; преподобни Варсануфије и Јован; Свети мученик Јулијан Емески; Свети Евагрије Цариградски; Свети Теофил Света Богородица Лепавинска                                                    |                 |
| 20.2. | (7.2.)  |               | Свети Партеније Лампсакијски; Преподобни Лука Јеладски; Преподобна Мастридија; Хиљаду и три мученика у Никомидији; Атанасије Полтавски; Георгије Аликиански; Свети мученикТеопемпт; Свети мученик Мастридије |                 |
| 21.2. | (8.2.)  |               | Свети Теодор Стратилат; Свети Сава Други, Архиепископ српски ; Свети пророк Захарија; Свети мученик Пергет; Свети Никифор и Стефан; Макарије Кипарски; Свети Филаделф и Поликарп |                 |
| 22.2. | (9.2.)  |               | Свети мученик Никифор (Оданије Сретења); Свештеномученик Петар Дамаскин; свети Инокентије Иркутски; Патријарх московски Тихон; Апoлонија Александријска; Свете Марта и Марија; Преподобни Роман Антиохијски; Преподобни Панкратије Печерски; Преподобни Никифор и Генадије Важеозерски Пресвета Богородица Иверска                                                                 |                 |
| 23.2. | (10.2.) |               | Свети свештеномученик Харалампије; Преподобни Прохор Лободник; Анастасије II Јерусалимски; Лонгин Корјажемски; Света Валентина Мученица; Преподобни Зинон; Света Ената и Валентина; Свети Порфирије и Ваптос | Харалампијевдан |
| 24.2. | (11.2.) |               | Свети свештеномученик Власије; Света Теодора; свети великомученик Ђорђе Кратовац; свети Теодор Тирон; Свеги Всеволод Псковски; Преподобни Димитрије Прилуцки; Свети Анастасије II, патријарх јерусалимски; Свети Лонгин Корјажемски; Свети Јоаким, Лука, Герман, Аркадије, Григорије, Мартирије, Антоније, Василије и Симеон                                                       | Власовдан       |
| 25.2. | (12.2.) |               | Свети Мелетије Антиохијски; Свети Алексије, митрополит московски; Преподобна Марија; Свети Антоније, патријарх цариградски; Света Калија; Свети Мелентије Харковски; Свети Урбан, епископ римски; Свети Риста Вртлар; Свети Плотин и Саторнин Богородица Иверска Портаиса |                 |
| 26.2. | (13.2.) |               | Свети Симеон Мироточиви; Преподобни Мартинијан; Света Зоа и Фотонија; свети патријарх Евлогије I Александријски; Тимотеј Александријски; Јосиф Волоцки; Свети Георгије Белоруски; Свети Аквила и Прискила; Преподобни Акепсим |                 |
| 27.2. | (14.2.) |               | Преподобни Авксентије; Преподобни Исакије, затворник печерски; свети Кирил Словенски; Петар II Александријски; Марон Сиријски; Преподобни Исакије затворник Печерски; Свети Јефрем Катунакијски; Преподобни Аврам; Свети новомученик Николај Пелопонески; Преподобни Дамјан Нови; Свети новомученик Георгије Кројач; Свети Пафнутије и Ефросиније                                  |                 |
| 28.2. | (15.2.) |               | Свети апостол Онисим; преподобни Јевсевије Пустињак; света Ефросинија Александријска; Пафнутије Затворник; Силвестер Омски; Свети мученик Мајор |                 |
| 29.2. | (16.2.) |               | Свети Памфил и Порфирије и осталих 12 мученика; Свети преподобномученик Роман; Свети Марут Мартиропољски; Флавијан I Антиохијски; Преподобни Теодор Санаксарски; Свети преподобни Флавијан Цариградски; Свети мученици пострадали у Персији |                 |

## Март (Благовештенски)
| 1.3.  | (16.2.) | 99x99piskel   | Свети Памфил и Порфирије и осталих 12 мученика; Свети Марут; Свети преподобномученик Роман; Марут Мартиропољски; Флавијан I Антиохијски; Преподобни Теодор Санаксарски; Свети преподобни Флавијан Цариградски; Свети мученици пострадали у Персији |           |
| 2.3.  | (17.2.) | 116x116piskel | Свети великомученик Теодор Тирон; Преподобни Теодосије Бугарин и Роман, ученик Теодосијев; Света Маријамна (Марија); Месроп Маштоц; Свети Гермоген Московски; Свети новомученик Теодор Византинац; Свети новомученик Михаил Мавроидис; Свети Авксивије, епископ Солонског на Кипру; Преподобни Теостирикт |           |
| 3.3.  | (18.2.) |               | Свети Лав Римски; свети Флавијан Цариградски; Свети Агапит Синадски; Свети Tома, патријарх цариградски; Свети мученик Пиулије; Свети Лав и Паригорије; Преподобни Козма Печерски |           |
| 4.3.  | (19.2.) |               | Свети апостоли Архип, Филимон и Апфија; Преподобни Доситеј; свети Григорије Палама; Преподобни Алексије Карпаторуски; Филотеја Атинска; Конон Палестински; Свети Теодор Адмирал; Свети Равула Едески; Свети преподобни Евгеније и Макарије; Преподобни Конон; Преподобни епископ Софроније; Свети Максим, Теодот и Исихије; Свети нови свештеномученик Никита |           |
| 5.3.  | (20.2.) |               | Свети Лав Катански; Свети свештеномученик Садок; Елвтерије (византијски епископ); Свети Агатије, папа Римски; Преподобни Корнилије Псковски; Преподобни Киндеј; Преподобни Висарион; Свети Дидим, Немесије и Потамије; Преподобни Плотин |           |
| 6.3.  | (21.2.) |               | Преподобни Тимотеј; Свети Јевстатије Антиохијски; Свети Захарија, патријарх јерусалимски; Свети Јован III Схоластик, патријарх цариградски; свети Георгије Амастридски; Свети Јаков Отшелник; Преподобни Андреј и Анатолијe; |           |
| 7.3.  | (22.2.) |               | Свети мученици у Евгенији; Свети мученик Маврикије и седамдесет војника; Преподобни Таласије и Лимније; Свети Папије Јерапољски; Авалије Александријски; Преподобни Тимотеј Символски; Свети Телесфор римски; Свети Варадат Антиохијски; Максимијан Равенски; Свети Атанасијe Исповедник; Свети Аристон; Света мученица Антуса; Свети Синет; Свети Власије |           |
| 8.3.  | (23.2.) |               | Свети свештеномученик Поликарп Смирнски; Преподобни Дамјан Есфигменски; Света Горгонија; света Матрона Московска; Свети Атанасије Цариградски; Свети Анђео Чувар; Свети преподобни Јован, Мојсије, Антиох и Антонин; Серен Сирмијски; Свети преподобни Зевина; Свети Климент; Свети Mojcej Бјелозерски; Свети Пoликapп Брјански; Света Теја; |           |
| 9.3.  | (24.2.) |               | Прво и друго обретење главе светог Јована Крститеља; Преподобни Еразмо, инок печерски; Свети Флавијан Картагински; Свети Герул, Лукиjе и Сергије | Крстовдан |
| 10.3. | (25.2.) |               | Свети Тарасије Цариградски; Преподобни Пафнутије Кефалас; Свети Ригин, епископ Скопелски; Свети Teoдop; Свети Александар; Свети Маркел, епископ кипарски; Свети мученик Антоније Богородица Умекшање злих срца |           |
| 11.3. | (26.2.) |               | Свети Порфирије епископ Гаски; Свети мученик Јован Калфа; Свети мученик Христодул; Свети Николај Катопин; Свети мученици Теоклит, Фoтин, Севастијан и остали |           |
| 12.3. | (27.2.) |               | Преподобни Прокопије Декаполит; преподобни Талалеј; Преподобни Тит Печерски; Преподобни Стефан; Свети мученик Јулијан Подагрик; Макарије I Јерусалимски; Свети Маркијан; Преподобни Тимотеј; Свети Нисије; Преподобни Асклипије и Јаков; Свети Геласије; Свети Стефан Арматијски; Свети Илија Трапезунтски |           |
| 13.3. | (28.2.) |               | Свети Василије исповедник; преподобни Јован Касијан; Свештеномученик Протерије, патријарх александријски; Свештеномученик Нестор, епископ магидијски; Свети блажени Николај, јуродиви псковски; Свети Арсеније Ростовски; Касијан Затворник; Преподобни Лав кападокијски; Света Кирана Солунска; Свете Кира и Марана; Свети апостоли Нимфан и Eвул; Свети Bарсос, епископ дамаски; Свети Аврикије; Светих шест мученика египатских; Свети Георгије Исповедник епископ Девелта; Пpeпoдобни Јован палестински; |           |
| 14.3. | (1.3.)  |               | Преподобномученица Евдокија; Преподобни Агапије; Света мученица Антонина; Преподобни Мартирије Зеленицки; Домнина Сиријска; Пpeпoдобни Агапије ватопедски; Свети Мартирије Зеленецки; Света мученица Антонина Никејска; Свети Силвестар; Свети Харисије, Никифор и Агапије; Свети мученик Несторијан; Свети Нестор и Тривимије; Свети Маркел и Антоније; Свети Силвестар и Софроније; Свети Параскевас |           |
| 15.3. | (2.3.)  |               | Свети свештеномученик Теодот Киринејски; Свети мученик Троадије; Четири стотине и четрдесет мученика; Преподобни Агатон; Света мученица Евталија; преподобни Арсеније Тверски; Теодор Комоговински; Свети Козма Јахромски; Свети апостол Пармен; Свети мученик Коинт Фригијски; Преподобни Сава и Варасанофије тверски; Преподобни Саватије и Ефросин тверски; Свети мученик Исихије Сенатор; Свети Андроник и Атанасије;                                                                                    |           |
| 16.3. | (3.3.)  |               | Свети мученици Евтропије, Клеоник и Василиск; Света Пијамука Мисирска; Непозната девојка из богате куће у Александрији; Преподобни Зинон и Зоил; Преподобна дева Пиамуна; |           |
| 17.3. | (4.3.)  |               | Преподобни Герасим Јордански; Свети мученици Павле и Јулијана; Свети Јаков Посник; Свети Данило, кнез московски; Свети Герасим Вологодски; Свети Григорије, архиепископ кипарски; Свети Григорије, епископ у Асу код Ефеса; Свети Кодрат, Акакије и Стратоник; Свети Јоасаф и Василије; Свети кнез Васиљко ростовски |           |
| 18.3. | (5.3.)  |               | Свети мученик Конон; Преподобни Марко Подвижник; Свети мученик Конон Баштован; Преподобни Исихије Посник; свети Адријан Пошехонски; Свети Николај Велимировић; Свети мученици Адријан и Леонид Пошехонски; Преподобни Марко Атински; Света мученица Раида; Свети мученик Архелај; Свети мученик Евлогије Палестински; Свети мученик Евлампије; Свети мученик Партен Јерођакон |           |
| 19.3. | (6.3.)  |               | Света 42 мученика Аморејска; Блажени Јов; Свети мученици Конон отац и Конон син; света Јелена, мајка Константина Великог; Свети Лука Кримски; Свети преподобномученик Максим; Преподобни Аркадије; Свети Јулијан Лекар и Евул; Свети мученик Ефросин Пресвета Богородица Ченстоховска |           |
| 20.3. | (7.3.)  |               | Светих седам свештеномученика Херсонских; Преподобни Емилијан; свети Павле Препрости; Свети Тадеј Тверски; Свети Јефрем, патријарх антиохијски; Преподобни Лаврентије; Свети Аркадије и Нестор, епископи Кипарски; Преподобни Павле Исповедник |           |
| 21.3. | (8.3.)  |               | Свети Теофилакт Исповедник; Свети свештеномученик Теодорит; преподобни Лазар Мурмански; свети Јерма Филипопољски; Апостол Јерма; Свети мученик Дион; Свети мученик Дометије |           |
| 22.3. | (9.3.)  |               | Светих 40 мученика Севастијских; свети Кесарије Назијански; Света 42 мученика Момишићка; Свети преподобни Филором Исповедник; Преподобни Филором Исповедник; Свети мученик Урпасијан Пресвета Богородица Васпитање | Младенци  |
| 23.3. | (10.3.) |               | Свети мученик Кодрат Коринтски; Свети мученик Кодрат Никомидијски; Преподобна матер Анастасија; Павле Таганрогски; Свети Михаил Маврудис; Свети Маркијан Спомен акатиста Пресвете Богородице |           |
| 24.3. | (11.3.) |               | Свети Софроније Јерусалимски; Свети мученици Пионије и други с њим; Преподобни Георгије Синаит; Теодора Петралифена; Софроније Врачки; Свети Јевтимије Новогородски; Преподобни Георгије Дипијски |           |
| 25.3. | (12.3.) |               | Преподобни Симеон Нови Богослов; Свети Григорије Двојеслов; Преподобни Теофан Исповедник; пророк Финеас; света Марија Египћанка; Свети пророк Арон; Деметрије од Грузије; Стефан Драгутин; Максимилиjaн Тебески; Светих девет мученика |           |
| 26.3. | (13.3.) |               | Пренос моштију светог Никифора Цариградског; Света мученица Христина Персијанка; Свештеномученик Публије; Свештеномученик Монтан и Максима; Свети Африкан, Пуплије и Терентије; Свети мученик Авив |           |
| 27.3. | (14.3.) |               | Преподобни Бенедикт Нурсијски; Свети Евсхимон, епископ лампсакијски; Свети Теогност, митрополит кијевски; Ростислав Кијевски; Аксентије Витинијски; |           |
| 28.3. | (15.3.) |               | Свети мученик Агапије и други; Свети мученик Александар; Свети мученик Никандар Мисирац; Аристовул Британски; Папа Захарије; Свети Мануил Крићанин; Праведни Јона Одески; Преподобни Никандар Городноезерски |           |
| 29.3. | (16.3.) |               | Свети апостол Аристовуд; свети мученик Савин; Свештеномученик Трофин и Тал; свети Александар римски; свети Јулијан Тарсанин; свети Христодул Патмоски; Свети Серапион, архиепископ новгородски; Свети Гурије Таврически; Свети мученик Папа; Свети мученик Роман; Светих десет мученика финикијских; Свети мученик Јулијан Аназарвски; Свети Јован Руфиански; Амвросије Грузијски |           |
| 30.3. | (17.3.) |               | Свети Алексије Човек Божји; Свети мученик Марин; Свети Патрик; Свети Макарије Каљазински; Четвородневни Лазар; Квирин Нојски; Преподобни Теостирикт Исповедник; Преподобни Павле |           |
| 31.3. | (18.3.) |               | Свети Кирил Јерусалимски; Анин чудотворац; Преподобна Васа Псковска; Свети Трофим и Евкарпион; Светих десет хиљада мученика Пресвета Богородица Милосрђа |           |

## Април (Ђурђевски)
| 1.4.  | (19.3.) | 99x99piskel | Свети мученици Хрисант, Дарија и други; Свети мученик Панхарије; Свети преподобни Инокентије; Свети новомученик Никола Караман; Симеон Дајбапски; Софија Слуцка; Свети мученици Клавдије трибун, његова супруга Иларија и деца Мавр и Јасон; Свети мученици Диодор презвитер и Маријан ђакон; Свети новомученик Димитрије Торнарас |             |
| 2.4.  | (20.3.) | 90x90piskel | Преподобни оци поубијани у манастиру Светог Саве Освећеног; Света мученица Фотина; света Александра Амисијска; Преподобни Никита Исповедник; Свети мученик Мирон Крићанин; Свете мученице Анатолија, Фота, Фотида, Параскева и Киријакија; Свети мученици Виктор и Јосија; Свети мученик Севастијан Кнез; Свете мученице Александра, Клавдија, Ефрасија, Матрона, Јулијанија, Ефимија и Теодора; Свети мученик Родион; Свети мученик Емануил; Свети мученик Акила Епарх; Преподобни Ефросин Синозерски; Свети мученик Лолион |             |
| 3.4.  | (21.3.) |             | Преподобни Јаков Исповедник; Преподобни Кирил, епископ катански, у Сицилији; Свети Тома, патријарх цариградски; Преподобни Серапион; Серафим Вирицки Преподобни Серапион Синдонит; Свети мученици Филимон и Домнин |             |
| 4.4.  | (22.3.) |             | Свештеномученик Василије Анкирски; Света Дросида; Преподобномученик Јевтимије; свети Исакије Далматски; Преподобна Варвара Уфимска; Преподобна Зосима Уфимска; Јевтимије Атоски; Свети мученици Калиник и Василис |             |
| 5.4.  | (23.3.) |             | Преподобномученик Никон и други; Преподобни Никон Печерски; Свети мученици Филит и Лидија; Свети мученик Василије Мангазејски; Преподобни Пахомије Нерехтски; Преподобни Сергије Сербрјански; Свети мученик Дометије; Преподобномученик Лука Једренски Пресвета Богородица Гора Изобиља |             |
| 6.4.  | (24.3.) |             | Преподобни Захарије (Претпразништво Благовести); Свети Артемон, епископ селевкијски; Преподобни Јаков Исповедник; Свештеномученик Партеније, патријарх цариградски; Спомен чуда у Печерском манастиру; Артемон Лаодикијски; Спомен светих осам мученика; Преподобни Мартин тивејски; Свети мученици Стефан и Петар |             |
| 7.4.  | (25.3.) |             | Благовести; Свети мученици Пелагија, Теодосија и Дула; Тихон Московски; Преподобни Сава Нови; Свете мученице Пелагија, Теодосија и Дула; Преподобни Сенуфије Знаменоносац Богородица Великоблагодатна | Благовести  |
| 8.4.  | (26.3.) |             | Сабор светог архангела Гаврила (Оданије Благовести); Свештеномученик Иринеј епископ сремски; Преподобни Малх; Преподобни Василије Нови; Свети мученик Јевсевије; Свети мученик Пулије; Светих двадесет и шест мученика готских | Гавриловдан |
| 9.4.  | (27.3.) |             | Преподобна Матрона Солунска; Преподобни Јован Прозорљиви; Преподобни Пафнутије Исповедник; Света Лидија; Преподобни Игњатије Прилуцки; Свети мученици Кодрат, Мануил, Теодосије; Свети мученици Јован и Варухије; Преподобни Кирик; Свети Евтихије епископ; Свети Павле, епископа Коринтски Богородица Посредница Грешника |             |
| 10.4. | (28.3.) |             | Преподобни Иларион Исповедник; Преподобни мученик Евстратије Печерски; Преподобни Исихије Јерусалимски; Свети мученик Бојан, кнез бугарски; Свети апостол Иродион; Чудесан догађај са Таксиотом, војником, из Картагине; Преподобни Ипарион Граовски; Преподобни Ипарион псковски Пресвета Богородица Теодоровска |             |
| 11.4. | (29.3.) |             | Преподобни Марко Аретуски; Преподобни Дијадох Фотијски; Преподобни Јован пустињак; Света Тамара Грузинска; Преподобна Евтропија Херсонска; Свети Евстатије Исповедник, епископ витинијски; Свети Јона, Варахисије и други; Свети Јона и Марко псковски |             |
| 12.4. | (30.3.) |             | Свети Јован Лествичник; Спомен на монаха, који радосно умре; свети Јован Ћутљиви; свети апостоли Состен, Аполос, Епафродит и др; Свети Софроније Иркуски; Свети Јован, патријарх јерусалимски; Свети Јоад самаријски; Свети Евула; Свети Захарије, епископа коринтски; Богородица Три Радости |             |
| 13.4. | (31.3.) |             | Свештеномученик Ипатије Гангријски; Свети Јона, митрополит московски; Свештеномученик Авда, епископ града Сузе; Преподобни Аполоније; Свети Ипатије Фригијски; Акакије Мелитински; Јосиф Праведни; Инокентије Аљаски; Праведни Јосиф Прекрасни; Свети Ипатије, игуман рутински; Свети мученик Менандар; Спомен светих тридесет осам мученика; Преподобни Власије; Преподобни Стефан Чудотворац; Пресвета Богородица Державнаја                                                                                               |             |
| 14.4. | (1.4.)  |             | Преподобна Марија Египћанка; Свети Мелитон епископ сардијски, у Малој Азији; Преподобни Прокопије Чех; Свети Аврамије Мученик; Макарије Исповедник; Преподобна Јевтимије Суздаљски; Геронтије Печерски; Свети праведни Аxаз; Свети мученик Геронтије и Василид |             |
| 15.4. | (2.4.)  |             | Преподобни Тит Чудотворац; Свети мученици Амфијан и Едесије; Свети преподобни Григорије Никомидијски; Свети Гаврило Заблудовски; Свети мученик Поликарп; Света Зиновинска Богородица |             |
| 16.4. | (3.4.)  |             | Преподобни Никита Исповедник; Свети Павле Невољник; Свети мученик Улпијан; Преподобни Илириос; Свети мученици Елпидифор, Дије, Витоније и Галик; Преподобни Нектарије Бјежецки |             |
| 17.4. | (4.4.)  |             | Преподобни Јосиф Химнограф; Света мученица Фервута и њена сестра удова и њихова робиња; Преподобни Зосим; Преподобни Јаков Галички; Платон Студит; Зосима Палестински; Свети Исидор, епископ Севиљски; Преподобни Теона, митрополит солунски; Преподобни Георгије Малеин; Преподобни Зосима Ворбозомски |             |
| 18.4. | (5.4.)  |             | Свети мученици Агатопод и Теодул; Преподобни Марко Трачески; Патријарх московски Јов; света Теодора Солунска; Преподобни Гаврило Атонски; Свети Василије, Трофим и Терапонт Оптински; Преподобни Пуплије; Преподобни Платон Исповедник; Свете мученице Кирија и Дула; Свети мученик Помпије; Светих пет девојака мученица; Свети мученици Максим и Терентије; Свети мученик 3инон; Свети мученици Теон, Симеон и Фервин; Свети новомученик Георгије                                                                          |             |
| 19.4. | (6.4.)  |             | Свети Евтихије Цариградски; Светих стодвадесет мученика пострадалих у Персији; свети Методије Солунски; Преподобни Севастијан Оптински; Григорије византијски; Свети мученици Јеремија и Архилиј; Преподобномученик Генадије; Спомен Двојице Мученика у Аскалону; Свети мученици Георгије, Мануил, Теодор, Георгије и Михаило |             |
| 20.4. | (7.4.)  |             | Преподобни Георгије Митиленски; Преподобни Нил Сорски; Свети мученик Калиопије; Преподобни Данило Перејаславски; Преподобни Григорије Синаит; Серапион Синдонит; Свети Руфин и Акилина; Преподобни Левкије |             |
| 21.4. | (8.4.)  |             | Свети апостоли Иродион, Агав, Руф, Хермес, Асинкрит и други; Свети Нифонт, епископ Новгородски; Свети Келестин папа Римски; Преподобни Варнава Гетсимански; Свети мученик Павсилип; Свети новомученик Јован Лађар; |             |
| 22.4. | (9.4.)  |             | Свети мученик Евпсихије; Преподобни мученик Вадим; Света Јулијана Ољшанска; Свети Рафаило, Николај и Ирина; Свети Григорије V, патријарх цариградски; Свети мученици Дисан епископ, Мариав презвитер, Авдија и остали; Свети новомученик Дима |             |
| 23.4. | (10.4.) |             | Свети мученик Терентије, Африкан, Максим, Помпије и осталих 36 с њима; Светих 6000 мученика у Грузији; Свети Мисаил Рјазински; Свети мученици Јаков презвитер и Азас ђакон |             |
| 24.4. | (11.4.) |             | Свештеномученик Антипа, Свети мученици Прокес и Мартинијан; Домн Салонски; Свети Варсануфије Казански; Преподобна Трифена; Преподобни Фармутије; Преподобни Јаков Галички; Преподобни Јевтимије и Харитон Сјанжемски |             |
| 25.4. | (12.4.) |             | Преподобни Василије Исповедник; Преподобни Исаак Сирин II; Преподобни Акакије; Преподобни Атанасија Егинска; Свештеномученик Зинон, епископ веронски; Преподобни Јаков Железоборовски; Преподобна Антуса; Свети мученици Мина, Давид и Јован; Аакије нови; Свети мученици Дима и Протије; Свети Василије, епископ Рјазански Света Муромска Богородица |             |
| 26.4. | (13.4.) |             | Свештеномученик Артемон Лаодикијски; Свети мученик Крискент; Света мученица Томаида Александријска; Свети Елевтерије Персијанац; Свети Зоил Римљанин; Свети мученик Теодосије; Свети мученик Димитрије Пелопонески Света Бељиничка Богородица |             |
| 27.4. | (14.4.) |             | Свети Мартин Исповедник; Свети мученици Антоније, Јован и Евстатије; Свети мученик Ардалион Глумац Света Остробрамска Богородица |             |
| 28.4. | (15.4.) |             | Свети апостоли Аристарх, Пуд и Трофим; Свети мученик Сава Готски; Свете мученице Василиса и Анастасија; Мстислав I Велики; Преподобна Евфросинија Московска; Свети Леонид, епископ атински Богородица Еконимиса |             |
| 29.4. | (16.4.) |             | Свете мученије Агапија, Хионија и Ирина; Свети мученици Леонид и с њим мученици; Свети Јован Кормјански; Новомученик Михаило Вурлиот; Света Матрона Московска; Света мученица Ирина; Света књегиња Теодора; Свети новомученик Христофор; Свети новомученик Јосиф |             |
| 30.4. | (17.4.) |             | Преподобни Симеон Персијски; Свети Акакије, епископ мелитински; Свети Агапит, папа римски; Свети Аницет, папа римски; Преподобни Саватије и Зосим; Свети Макарије Коринтски; Зосима Соловецки; Свети Виктор Мученик; Свети мученици Авделај, Ананије, Устазан, Фусик, Азат, Аскитреје Света Тамбовска Богородица |             |

## Мај (Царски)
| 1.5.  | (18.4.) | 283x283piskel | Преподобни Јован; Свети мученик Јован Нови Јањински; Свети мученици Виктор, Зотик, Зинон, Акиндин и Северијан; Свети преподобни Козма, епископ Халкидонски; Свети преподобни Авксентије; Свети преподобни Јевтимије; Свети новомученик Јован Кулик |                    |
| 2.5.  | (19.4.) |               | Преподобни Јован Ветхопештерник; Свети мученици Христофор, Теона и Антонин; Свети Трифун патријарх Цариградски; Преподобни мученик Агатангел; Преподобни Симеон Боси; Свети Виктор Глазовски; Георгије Исповедник, епископ писидијски; Свети Пафнутије Јерусалимљан; Свети преподобни Никифор                                                                  |                    |
| 3.5.  | (20.4.) |               | Преподобни Теодор Трихина; преподобни Јоасаф Српски; свети Николај Жички; Преподобни Анастасије Синајски; Блажени Анастасије Синаит, патријарх антиохијски; Блажени Григорије патријарх антиохијски; Свети апостол Закхеј; Преподобни Атанасије Метеорит; Преподобни Апександар Ошевенски; Свети Ветран и Теотим; Свети мученик Гаврило                        |                    |
| 4.5.  | (21.4.) |               | Свети свештеномученик Јануарије; Свети мученик Теодор, и други с њим; Света мученица Филипа; Свети мученици Сократ и Дионисије; Максимијан Цариградски; Преподобни Алексије Елнатски; Преподобни Теофан Рихловски; Свети мученици Александра Царица, Аполос, Исакиј и Кодрат; Свети мученици Фауст, Прокл и Сосије ђакон, чтеци Дизидерије, Евтихије и Акутион |                    |
| 5.5.  | (22.4.) |               | Преподобни Теодор Сикеот; свети свештеномученик Платон Бањалучки; Свети мученик Леонид Александријски; Преподобни монах Виталије; Свети мучени Неарх Живоносни Извор Богородице |                    |
| 6.5.  | (23.4.) |               | Свети великомученик Георгије; Свети мученик Лазар Нови; Преподобна Анастасија Кијевска; Георгије Шенкурски; Свети мученици Анатолије, Протелион, царица Александра, Гликерија, Атанасија, Валерија, Донат и Терин; Александра Римска; Свети новомученик Георгије                                                                                               | Ђурђевдан          |
| 7.5.  | (24.4.) |               | Свети мученик Сава Стратилат; Свети Сава Ердељски ; свештеномученик Бранко Добросављевић ; Преподобна Јелисавета; Свети мученици Евсевије, Неон, Леонтије и Лонгин; Преподобни Тома Јуродиви; Новомученици Лука и Никола; Сава Богоугодник; Свети мученици Пасикрат и Валентин; Преподобна Марта Кирсоновска; Артемон Селевкијски Света Молченска Богородица   |                    |
| 8.5.  | (25.4.) |               | Свети апостол и јеванђелист Марко; Свети Анијан, други епископ александријски; Македоније Цариградски; Силвестер Обнорски; Света мученица Ника | Марковдан          |
| 9.5.  | (26.4.) |               | Свештеномученик Василије Амасијски; Свети Јоаникије Девички; Свети Стефан, епископ пермски; Георгије Кипарски; Света Глафира; Каландион Кипарски; Преподобна Јуста; Преподобни Нестор |                    |
| 10.5. | (27.4.) |               | Спаљивање моштију Светог Саве на Врачару; Свети апостол Симеон; Преподобни Стефан, епископ владимирски; Преподобни Јован Исповедник; Симеон Дивногорац; Кирил Туровски; Свети Јован Оленевски; Свети Евлогије странопримац; Свети мученик Поплион; Свети мученик Лолион Нови; Пресвета Богородица Смоленска                                                    |                    |
| 11.5. | (28.4.) |               | Свети апостоли Јасон и Сосипатр; Свети мученици Максим, Дада и Квинтилијан; Свети мученик Тибал; Преподобни Амфилохије Почајевски; Кирил Туровски; Тибал Панонски; Киријак Сирински; Свети Зиноије, Јевсевије, Неон и Виталије |                    |
| 12.5. | (29.4.) |               | Свети Василије Острошки Чудотворац; Светих девет мученика у Кизику; Преподобни Мемнон чудотворац; Преподобни Нектарије Оптински; Станко Чобанин; Јован Калоктенис; Свети мученици Диодор и Родопиан |                    |
| 13.5. | (30.4.) |               | Свети апостол Јаков Зеведејев; Свети Донат; Света мученица Аргира; Свети Симон, митрополит московски; Свети Игњатије Брјанчанинов; Преподобни Климент | Јаковдан           |
| 14.5. | (1.5.)  |               | Свети пророк Јеремија; Преподобни мученик Акакије Папучар; Преподобни Пафнутије Боровски; Света Тамара, грузијска краљица; Свети Макарије Кијевски; Никифор Хијоски; Вата Персијски; Панарет Пафски; Препеодобна Исидора | Јеремијин дан      |
| 15.5. | (2.5.)  |               | Свети Атанасије Велики; Свети Михаил Синадски; Свети мученици Еспер, Зоа, Киријак и Теодул; Свети мученици Борис и Гљеб; Свети Михаил Црноризац; Свети Михаил (Борис), цар Бугарски; Преподобни Герасим Болдински |                    |
| 16.5. | (3.5.)  |               | Свети мученици Тимотеј и Мавра; Преподобни Теодосије Кијево-Печерски; Свети новомученик Ахмед Калиграф; Лука Јеладски; Икуменије Трикалски; Ксенија Пелопонеска; Теодосије Ганицки Света Печерска Богородица |                    |
| 17.5. | (4.5.)  |               | Света мученица Пелагија Тарсијска; Свештеномученик Силуан, епископ гаски; Преподобни Никифор; Стефанида Битољска; Свештеномученик Алвиан; Блажени Еразмо; Иларије Чудотворац; Атанасије Коринтски |                    |
| 18.5. | (5.5.)  |               | Света великомученица Ирина; Свети Мартин и Ираклије; Јевтимије Мадитски; Адријан Монзенски; Јефрем Нови; Преподобни Варлам Серпуховски; Свети преподобни Михеј; Свети Неофит, Гај и Гајан |                    |
| 19.5. | (6.5.)  |               | Праведни Јов; Пренос моштију светог Саве Српског; Свети мученик Варвар; Свети Варвар разбојник; Владимир Мономах; Пресвета Богородица Неиспивена Чаша |                    |
| 20.5. | (7.5.)  |               | Појава часног Крста у Јерусалиму; Свети мученик Акакије; Преподобни оци грузијски; Преподобни Нил Мироточиви; Преподобни Кодрат; Света Жировицка Богородица |                    |
| 21.5. | (8.5.)  |               | Свети апостол и јеванђелист Јован Богослов; Преподобни Арсеније Велики; Света Емилија; Преподобни Арсеније Трудољубиви; Свети Никифор Кантакузен; Света Емелија; Милија Славопојац |                    |
| 22.5. | (9.5.)  |               | Пренос моштију Светог оца Николаја; Свети пророк Исаија; Свети мученик Христифор; Дмитриј Донски; Преподобни Шио (Симеон) Мгвимски; Преподобни Јосиф Оптински; Свети Николај Нови; Свети Димитрије Апенски; Свете мученице Калиника и Акилина; Свети мученици Епимах Нови и Гордијан                                                                           | Млади свети Никола |
| 23.5. | (10.5.) |               | Свети апостол Симон Зилот; Преподобна Исидора Јуродива; Свети мученици Алфеј, Филаделф и Кирин; Блажена Тајса; Свети Симеон Владимирски; Симон Блажени; Таиса Блажена; Свети мученик Исихија; Лаврентије Египатски |                    |
| 24.5. | (11.5.) |               | Свети Ћирило и Методије; свети Никодим Српски ; Свештеномученик Мокије; Климент Охридски: Свети Растислав; Свети Јосиф Астрахански; Аргир Солунски; Диоскор Нови; |                    |
| 25.5. | (12.5.) |               | Свети Епифаније; свети Герман Цариградски; Свети мученик Панкратије; Свети Василије Павловски; Теодор Китирски; Дионисије Радоњешки; Филип Агирски; Јован Влах; Свети Полувије, епископ ринокирски; Теофан Кипарски |                    |
| 26.5. | (13.5.) |               | Света мученица Гликерија; Свети мученик Александар; Преподобни Јован, Јевтимије Георгије и Гаврил Иверски; Павсикакије Синадски; Свети Димитрије Углички; Свети Макарије Коневски |                    |
| 27.5. | (14.5.) |               | Свети мученик Исидор; Свети мученик Максим; Преподобни Серапион Синдонит; Блажени Исидор Јуродиви, Христа ради; Бонифатије Тарски; Никита Печерски; Света Видропуска Богородица |                    |
| 28.5. | (15.5.) |               | Преподобни Пахомије Велики; свети Ахилије; Преподобни Силуан; Исаија Ростовски; Јевфросин Псковски; Свети Царевић Димитрије; Преподобна Сепфора Схимница; Свети Павле Одески; Свети преподобни Варвар Мироточиви; Серапион Псковски; Андреј Чудотворац; Преподобни Панигрије                                                                                   |                    |
| 29.5. | (16.5.) |               | Преподобни Теодор; свештеномученик Теодор Вршачки; мученик Вукашин; Блажена девица Муза; Свети Никола Мистик, патријарх цариградски; Свети новомученик Николај; Преподобни мученици Саваити; Свети Владимир Дивјејевски |                    |
| 30.5. | (17.5.) |               | Свети апостол Андроник и Јунија; Свети мученик Солохон; Свети Стефан (патријарх цариградски); Света Књегиња Евфросинија Московска; Преподобни Корнилије Александровски |                    |
| 31.5. | (18.5.) |               | Свети мученик Теодот Анкирски; Свети мученици Петар, Дионисије, Андреј, Павле и Христина; Свети мученици Ираклије, Павлин и Венедим; Преподобни Макарије Алтајски; Преподобни Леонтије Михаиловски |                    |

## Јун (Петровски)
| 1.6.  | (19.5.) | 183x183piskel | Свети свештеномученик Патрикије; Свети Јован епископ готски; Свети кнез Јован Вологодски; Свети преподобни Корнелије Комљенски; Свети преподобни Сергије Шухтовски; Света мученица Киријака; Светих тринаест Кипарских монаха из манастира Кантаре; Свети мученик Колут Аколут; Света мученица Теотимија; Свети мученик Филетер; Свети Онуфрије, Алексаднар и Константин                                                                                           |              |
| 2.6.  | (20.5.) |               | Свети мученик Талалеј; преподобни Стефан Пиперски; Свети мученик Аскалон; Свети Довмонт, кнез псковски; Таласије Либијски; Преподобни Марко Пустињак; Свети Никита, Јован и Јосиф хиоски; Свети Александар и Астерије |              |
| 3.6.  | (21.5.) | 85x85piskel   | Свети цар Константин и царица Јелена; света Јелена Дечанска; Преподобни мученик Пахомије; Преподобни Касијан Углички; Дмитриј Углички; Благоверни кнез Константин и деца Михајло и Теодор; Преподобни Агапит Маркушевски |              |
| 4.6.  | (22.5.) |               | Свети мученик Јован Владимир, краљ Српски ; Свети мученик Василиск; Други васељенски сабор; Свети праведни Мелхиседек, цар салимски; Свети Јаков Боровицки; Преподобномученик Павле Пелопонески |              |
| 5.6.  | (23.5.) |               | Преподобни Михаил Синадски; Преподобна Ефросинија, кнегиња Полоцка; Преподобни Михаил Црноризац; Јоаникије. архиепископ српски; Свети Леонтије Ростовски; Преподобни Пајсије Галички; Света миронисница Марија Клеопова; Свети мученик Салон; Свети мученик Селевк |              |
| 6.6.  | (24.5.) |               | Преподобни Симеон Дивногорац; Свети мученици Мелетије стратилат и хиљаду двеста осамнаест војника са женама и децом; Преподобни Никита Столпник; Викентије Лерински; Преподобни Киријак Монах; Свете мученице Маркијана, Паладија и Сузана; Свети мученици Калиник и Христијан |              |
| 7.6.  | (25.5.) |               | Треће обретење главе светог Јована Крститеља; Свештеномученик Терапонт, епископ кипарски; Свети мученици Пасикрат, Валентион, Јулије и други; Свети Инокентије Херсонски; Преподобни Оливијан |              |
| 8.6.  | (26.5.) |               | Свети апостоли Карп и Алфеј; Преподобни Јован Психаит; Свети новомученик Александар Солунски; Александар Римски; Свети мученици Аверкије и Јелена |              |
| 9.6.  | (27.5.) |               | Свети свештеномученик Терапонт; Свети мученици Теодора и Дидим; Свети Давид Гареџијски; Терапонт Белојезерски; Јован Руски; Свети Филип Московски; Свети мученик Алипије; Свети мученик Јевсевиот |              |
| 10.6. | (28.5.) |               | Преподобни Никита Исповедник; Света мученица Еликонида; Свети Игњатије, епископ ростовски; Никита Халкидонски; Преподобни Андреј Јуродиви; Свештеномученик Еладије; Свети мученици Крискент, Павле и Диоскорд; Софроније из Пенковца; Свештеномученик Захарије Пруски; Свети новомученик Димитрије Пелопонески; Свештеномученик Јевтихије Мелитински; Преподобни Иракпије Туркестански;; Блажена Доминика Алешковска;                                              |              |
| 11.6. | (29.5.) |               | Преподобномученица Теодосија Тирска; Спомен Првог васељенског сабора; Свети Александар, епископ александријски; Свети Јован Јуродиви; Свети мученик Нан (Јован) Солунски; Свети мученик Андреј Хиоски; Пад Цариграда; Теодосија Цариградска; Јелена Драгаш; Лука Симферопољски |              |
| 12.6. | (30.5.) |               | Преподобни Исакије Далматски; Света Макрина; Свети мученик Наталије Римљанин; Свети мученик Евпл; Преподобни Варлам; Света мученица Јераида; Свети мученици Роман и Мелетије |              |
| 13.6. | (31.5.) |               | Свети апостол Јерма; свети мученик Ермије; Свети мученик Философ; Свети мученици Јевсевије и Харалампије | Јерминдан    |
| 14.6. | (1.6.)  |               | Свети мученик Јустин Филозоф; Свети мученик Јустин, Харитон, Харита, Евелпист, Јеракс, Пеон, Валеријан и Јуст; Преподобни Агапит Печерски; Ава Јустин Поповић; Преподобни Дионисије Глушицки; Свети мученици Ермил и Стратоник; Свети мученик Теспесије Кападокијски; Свети мученик Фирм; Свештеномученик Пир |              |
| 15.6. | (2.6.)  |               | Свети Нићифор I Цариградски; свештеномученик Еразмо Охридски; Свети новомученик Константин; Свети мученик Јован Нови Сочавски; Свети новомученик Димитрије; Преподобни Марин Ван |              |
| 16.6. | (3.6.)  |               | Свети мученици Лукилијан, Клавдије, Ипатије, Павле, Дионисије и Паула и други с њим; Свештеномученик Лукијан; Свети мученик Димитрије, царевић руски; Преподобни Јерије; Преподобни Атанасије Чудотворац; |              |
| 17.6. | (4.6.)  |               | Свете Марта и Марија; свети Јоаникије Црногорски; свешмученик Георгије Богић; Свети Митрофан, први патријарх цариградски; Свети мученик Конкордије; Свештеномученик Астије, епископ драчки; Тит Византијски; Фронтасије, Северин, Северијан и Силан; Преподобни Методије Пешношски; Света Софија Тракијска; Преподобни Зосим, епископ Вавилона Новог; Преподобни Алоније; Преподобни Методије Пјешеношки; Преподобни Елеазар и Назар Пресвета Богородица Бездинска |              |
| 18.6. | (5.6.)  |               | Свештеномученик Доротеј Тирски; преподобни Петар Коришки; Преподобни Теодор пустињак; Преподобни Анувије; Блажени Игор, кнез черниговски и кијевски; Блажени Константин, митрополит кијевски; Преподобни Ава Доротеј; Свети новомученик Марко; Свети мученик Нон; Свети мученик Христофор; Свети мученик Конон |              |
| 19.6. | (6.6.)  |               | Преподобни Висарион Чудотворац и Иларион Нови; Преподобни мученици Архелаја, Текла и Сузана; Јустус Александријски; Свети Никита Нижњетаглински; Свети мученик Геласије; Свети мученик Филимон; Света мученица Зинаида; Преподобни Паијсије покровски; Преподобни Јона Клименецки Света Табинска Богородица |              |
| 20.6. | (7.6.)  |               | Свети свештеномученик Теодот Анкирски; Свете мученице Киријакија, Велерија и Марија; Свештеномученик Маркел, папа римски; Свети Андроник Пермски; Преподобни Данил Скитски; Света мученица Потамијена; Свети мученик Лукарион; Свете мученице Есија и Сузана; Свети мученици Тарасије и Јован; Преподобни Стефан Презвитер; Преподобни Антим Презвитер |              |
| 21.6. | (8.6.)  |               | Свети великомученик Теодор Стратилат; Јефрем Антохијски; Света мученица Калиопа; Света Меланија Старија; Свети Теодор Ростовски; Преподобни Зосима Финикијски; Свети мученици Никандар и Маркијан; Свети мученик Никандар; Преподобни Навкратије;Свети новомученик Теофан |              |
| 22.6. | (9.6.)  |               | Свети Кирило Александријски; Свети Кирил Бјелозерски; Свети Алексеј Мечев; Александр Куштски; Света Текла, Маријамна, Марта, Марија и Ената; Свети мученици Орест, Диомид и Родон; Свете три девице; Свети мученик Ананија; Свети мученик Кир; Свети мученик Алексанар Бруски |              |
| 23.6. | (10.6.) |               | Свети свештеномученик Тимотеј Бруски; Свети мученик Александар и Антонина; Свети Васијан, епископ лавдијски; Свети Јован Тобољски; Преподобни Теофан и Пансемна; Свети мученик Неаниск; Свети мученик Аполос; Свети Алексије Витанијски; Преподобни Канид |              |
| 24.6. | (11.6.) |               | Свети апостоли Вартоломеј и Варнава; Кинески новомученици; Свети мученик Теопемпт; Преподобни Аркадије Новоторжски; Преподобни Варнава Ветлужски; Преподобни Варнава Монах Празновање иконе „Достојно јест”; | Вартолома    |
| 25.6. | (12.6.) |               | Преподобни Онуфрије Велики; преподобни Петар Атонски; Преподобни Тимотеј Мисирски; Преподобни Васијан и Јона Соловецки; преподобни Арсеније Коневски; Свети преподобни Стефан Комељски; Свети преподобни Онуфрије и Авксентије Вологодски; Преподобни Онуфрије Маљски; Преподобни Јован Војник; Преподобни Тимотеј Мисирски; Преподобни Јулијан; Преподобни Зинон; Света Антонина                                                                                  |              |
| 26.6. | (13.6.) |               | Света мученица Аквилина; свети Трифилије Никозијски; Свети Ана Цариградска и Јован Исповедник; Преподобни Андроник и Сава; Преподобни Јаков; Преподобни Антипатер; Свети Евлогије, патријарх антиохијски; Преподобни Диодор; Преподобни Сава Московски; Преподобни Андроник Московски |              |
| 27.6. | (14.6.) |               | Свети пророк Јелисеј; свети Методије Цариградски; Свети Јован, митрополит евхаитски; Преподобни Нифонт Атонски; Света Антонина Никејска; Свети Кирил Критски; Преподобна Јулита; Преподобни Јелисеј Сумски Богородица Умилење Дивјејевско | Јелисејевдан |
| 28.6. | (15.6.) |               | Свети Амос; Свети великомученик Кнез Лазар и свети српски мученици; Свети мученици Вит, Модест и Крискентија; Преподобни мученик Дула; Свети Јефрем, патријарх српски; Блажени Августин, епископ хипонски; Кедрон Александријски; Јероним Стридонски; Преподобни Јов Угољски; Свети Спиридон, патријарх српски; Свети Апостол Фортунат; Свети апостол Ахаик; Свети апостол Стефан; Преподобни Ортисије Тавенисиотски; Преподобни Григорије и Касијан Авнеженски    | Видовдан     |
| 29.6. | (16.6.) |               | Свети Тихон Аматунски Чудотворац; Свети мученици Тигрије и Евтропије; Свети Тихон Медински; Тихон Луховски; Мојсије Оптински; Теодор Сикеот; Свети Марко, епископ аполонијадски |              |
| 30.6. | (17.6.) |               | Свети мученици Мануил, Савел и Исмаил; Преподобни Пиор, отшелник нитријски; Преподобни Тихон Калушки; Ипатије Рутински; Јосиф Отшелник; Ананије Новгородски; Филонид, епископ Куриона на Кипру; Исавр ђакон |              |

## Јул (Илински)
| 1.7.  | (18.6.) | 263x263piskel | Свети мученици Леонтије, Ипатије и Теодул; Преподобни Леонтије прозорљиви; Свети Михаил Уломпски, грузијски; Блажена Схимонахиња Макарија; Свети мученик Етерије; Свети преподобни Еразмо; Свети преподобни Леонтије пастир; Света два мученика; Сабор светог архангела Михаила у Фору; Пресвета Богородица Богољубовска |                  |
| 2.7.  | (19.6.) | 100x100piskel | Свети апостол Јуда Тадеј; преподобни Пајсије Велики; свети Јован Шангајски; Свети мученик Зосим војник; Пајсије Хиландарац; Патријарх московски Јов; Свети преподобни Варлам Шенкурски; Свети преподобни Јован отшелник; Свети преподобни Зенон; Свештеномученик Асинкрит | Јудиндан         |
| 3.7.  | (20.6.) | 88x88piskel   | Свештеномученик Методије; преподобни Наум Охридски; Свети мученици Аристокл, Димитријан и Атанасије; Свети Калист I, патријарх цариградски; Свети Левкије, епископ врунтисиопољски; Свети Мина Полоцки; Николај Кавасила; Свети благоверни кнез Гљеб Андрејевич; Блажени Студије; Спомен полагања светих моштију светих апостола Луке, Андреја и Томе, пророка Јелисеја и мученика Лазара; Света два подвижника; Сабор пресвете Богородице 'Одигитрије' |                  |
| 4.7.  | (21.6.) |               | Свети мученик Јулијан Тарсијски; Преподобни Јулије и Јулијан; Свети мученик Арчил II, цар грузињски; Свети мученик Луарсаб II, књаз карталински у Грузији; Света преподобна Анастасија, мајка Светог Саве; Тертије, епископ иконијски; Светих седморо браће мученика; Свети мученик Афродисије; Свети новомученик Никита нисирски; |                  |
| 5.7.  | (22.6.) |               | Свештеномученик Јевсевије Самосатски; Свети мученик Зинон и Зина; Албан Британски; Свети Петар Чагрински; Свети мученик Помпиан; Свети мученик Галатион (Галактион); Свети мученици Јулијана и Сатурион; Свето Умилење Богородице |                  |
| 6.7.  | (23.6.) |               | Света мученица Агрипина; Владимирска икона Мајке Божје; Свети мученици Евстохије, Гај и други са њима; Повест о покајању Теофила; Свети Марко Ефески, исповедник; Преподобни Далмат Исетски; Свети преподобни Јосиф; Свети Атанасије, епископ Хитре на Кипру |                  |
| 7.7.  | (24.6.) |               | Рођење светог Јована Претече; Свети Никита, епископ ремесијански; Свети мученуци Орентије, Фарнакије, Ерос, Фирмос, Фирмин, Киријак и Лонгин; Свети праведни Захарија и Јелисавета; Света Текла Првомученица; Свети мученици Јаков и Јован мењужски; Св. Тамара Мироносица, Сестра Господња; Свети новомученик Панагиот кесаријски; Света Путивљанска Богородица | Ивањдан Јовандан |
| 8.7.  | (25.6.) |               | Света Февронија Нисибиска; Преподобни Дионисије; Свети новомученик Георгије Аталијски; Свети кнез Петар-Давид и књегиња Февронија-Ефросинија, муромски чудотворци; Свети преподобни Дометије, игуман дионисијатски; Свети преподобномученик Прокопије; Свете преподобномученице Лионида, Ливија и Евтропија; Свети Мартирије епископ; Свети преподобни Симон; |                  |
| 9.7.  | (26.6.) |               | Преподобни Давид Солунски; Празник иконе Тихфинске; Празник иконе Одигитрије; Празник Богородичине иконе Лидске; Дионисије Суздаљски; Преподобни Филарет Глински; Јован Готски; Спомен чуда свете преподобномученице Параскеве; Свети нови преподобномученик Давид; Свети преподобни Антион; Свети мученици Терапонт и Макарије |                  |
| 10.7. | (27.6.) |               | Преподобни Сампсон Странопримац; Свети Севир; Света Јоана Мироносица; Свештеномученик Пиерије; Серапион Кожејезерски; Преподобни Никон Оптински; Свети мученик Анект; Свети преподобни Лука пустињак; Свети мученици Маркије и Маркија; Свети блажени Мартин |                  |
| 11.7. | (28.6.) |               | Пренос моштију светих бесребреника Кира и Јована; Свети новомученици Дабробосански и Милешевски ; Преподобни Сенуфије Заставоносац; Преподобни Павле Лекар;преподобни Ксенофонт Робејски; Сергије и Герман, валамски чудотворци; Свештеномученик Донаг, епископ Либије; Свети мученик Папије; Свети мученици двоје дечице; Свети преподобни Улкијан; Свети мученик Македоније; Светих седамдесет мученика; Света тројица галатијских мученика; Свети Сергије магистар; Свети преподобни Маган; Свети Мојсије Отшелник; Пресвета Богородица Тихванска |                  |
| 12.7. | (29.6.) |               | Свети апостоли Петар и Павле; Свети Пајсије Светогорац; Света Баљикинска Богородица | Петровдан        |
| 13.7. | (30.6.) |               | Сабор светих апостола; Блажени Петар царевић; Преподобни Георгије Иверски; Свети благоверни кнез Андреј Богољубски; Свети новомученик Михаило ђубретар (вртар); Света краљица Динара; Пренос моштију благоверног цара великомученика Стефана Уроша II Српског (1338); Свештеномученик Милан Рмањски; Свети апостол Фигел; Светих хиљаду и четрдесет мученика; Свети мученик Мелитон; Свети мученик Петар из Синопе | Павловдан        |
| 14.7. | (1.7.)  |               | Свети мученици и бесребреници Козма и Дамјан; Преподобни Петар патриције; Свети мученик Потит; Света мати Ангелина Бранковић; Светих двадесет пет никомидијских мученика; Свети мученик Маврикије; Светих две хиљаде мученика; Свети мученик Константин Аламан, чудотворац и остали с њим; Свети преподобни Василије; Свети преподобни Лав пустињак; |                  |
| 15.7. | (2.7.)  |               | Полагање ризе Пресвете Богородице; Свети Јувеналије патријарх Јерусалимски; Свети Фотије митрополит Московски; Свети Јован Шангајски; Свети новомученик Лампрос; Пресвета Богородица Ахтирска |                  |
| 16.7. | (3.7.)  |               | Свети мученик Јакинт; преподобни Анатолије Печерски; Преподобни Александар; Преподобни Исаија Отшелник; Свети Анатолије, патријарх Цариградски, преподобни Јован Московски; Свети благоверни Василије и Константин, кнезови јарославски; Свети преподобни Јован и Лонгин, јеренгски чудотворци; Свети преподони Никодим Кожејезерски; Свети мученици Мокиан и Марко; Свети преподобномученик Герасим Нови, карпенисиотски; Свети Георгије Богоносац; Василије Новгородски Чудотворна икона Пресвете Богоматере Млекопитатељница; |                  |
| 17.7. | (4.7.)  |               | Свети Андреј Критски; Свештеномученик Сава Горњокарловачки; Света Марта; Свети царски новомученици Романови; Свештеномученик Теодор, епископ киринејски; Свети Михаило Хонијат, архиепископ атински; Свештеномученик Георгије — Ђорђе Богић; Станислав Насадил; Свети мученици Теодот, Теодотија и Долиндух и са њима Диомид, Евлампије и Асклипиад; Свете мученице Киприла, Ароа и Лукија; Свештеномученик Теофил II; Свети преподобни Менигнос; Света Асклипија чудотворка; Свети Донат, епископ Либије |                  |
| 18.7. | (5.7.)  |               | Преподобни Атанасије Атонски; свети Сергије Радоњешки; Свети Царски Мученици Романови; Преподобни мученик Кипријан Нови; Преподобни Лампад; Свети преподобни Атанасије пустињак |                  |
| 19.7. | (6.7.)  |               | Преподобни Сисоје Велики; Свети мученици Марин и Марта, са синовима Авдифаксом и Авакумом, свештеником Валентином, Кирином, Астеријем и многим другим; Свештеномученик Астије, епископ дирахијски (драчки); Свети мученици Исавр ђакон, Василије, Инокентије, Филикс, Ермије и Перегрин; Света Царица Александра; Обретеније моштију свете Јулијаније девице; Света мученица Лукија; Свети мученици Анатолије, Антоније и још 22 са њима; Свети мученик Коинт; Свети мученици Филимон, Архип и Онисим; Свети мученик Епимах; Свети мученик Александрије; Свети мученик Аполоније; Свети мученик Василије; Свети преподобномученик Кирил; Света Татијана Мученица |                  |
| 20.7. | (7.7.)  |               | Преподобни Тома Малеин; света мученица Недеља; Преподобни мученици Епиктет и Астион; Свети Пантен Александријски; Света преподобна Евдокија (Ефросинија), књегиња московска; Свети мученици Перегрин, Лукијан, Помпеј, Исихије, Папије, Саторин и Герман; Свештеномученик Евстатије; Свети мученик Поликарп Нови; Свештеномученик Евангел; |                  |
| 21.7. | (8.7.)  |               | Свети великомученик Прокопије; Свети Прокопије Јуродиви; Преподобни Теофил мироточиви; Донат ; Светих дванаест жена мученица; Свети мученици Авда и Сава; Свети мученици Никострат и Антиох, трибун; Свети преподобномученик Анастасије; Свети Мирдат краљ Карталије; Чудотворна икона Пресвете Богородице 'Казанска' |                  |
| 22.7. | (9.7.)  |               | Свештеномученик Панкратије оменијски; свети Теодор Едески; свети. новомуч. Гламоч. и Куленвакуф; Свештеномученик Кирил епископ Гортински; Преподобни мученици Патермутије и Коприје; Свештеномученик Методије; Свети преподобни Фотије солунски; Свети преподобни Дионисије и Митрофан; Свети мученици Андреј и Прово |                  |
| 23.7. | (10.7.) |               | Светих 45 мученика из Никопоља; преподобни Антоније Печерски; Пренос часне ризе Господа Исуса Христа; Свети мученик Аполоније; Свети мученици Вианор и Силуан; Свети преподобни десет хиљада египатских пустињака |                  |
| 24.7. | (11.7.) |               | Света великомученица Ефимија; Блажена Олга Кијевска — Света Јелена; Преподобни мученик Никодим; Преподобни мученик Нектарије; Свети Арсеније, патријaрх александријски; Свети мученик Киндеј; Свети мученик Мартироклије; Свети мученик Маркијан; Свети преподобни Лав |                  |
| 25.7. | (12.7.) |               | Свети мученици Прокло и Иларије; икона Пресвете Богородице Тројеручице ; Преподобни Михаил Малеин; Света мученица Голиндуха; Света Вероника; Свети мученици Теодор и Јован; Свети мученици Андреј Стратилат, Ораклије, Фавст, Мина и дружина њихова; Пајсије Светогорац; Свети Серапион, епископ владимирски; Арсеније Новгородски; преподобни Симон Воломски; Преподобни Јован и Гаврило грузијски; Пренос моштију светог свештеномученика Момчила Гргуревића; Свети мученик Мамант у Сигмати; Преподобни Георгије Даниловски |                  |
| 26.7. | (13.7.) |               | Сабор светог архангела Гаврила; Преподобни Стефан Саваит; Свети Јулијан епископ Кеномански; Преподобна Сара Мисирска; Преподобни Јевтимије Суздаљски; Свети мученик Серапион; Свети мученици и подвижници који из Палестине дођоше на Кипар; Свети мученик Маркијан; Света Валамска Богородица |                  |
| 27.7. | (14.7.) |               | Свети апостол Акила и преподобни Никодим фарисеј; Свети Хераклије Александријски; Свети преподобни Никодим Светогорац; Свети Јосиф исповедник, архиепископ солунски; Света мученица Миропија; Свети преподобни Стефан махришчски; Преподобни Елије; Теофил Јуродиви; Свети мученик Јуст; Свети преподобни Онисим чудотворац; Свети мученици Акила и Иларије; Свети мученик Ираклије; Свети мученик Петар |                  |
| 28.7. | (15.7.) |               | Свети мученици Кирик и Јулита; свети Владимир Руски; Свети блажени Јустин II Нови, цар Грчки; Свети мученик Авудим; Свети мученик Лолиан; Спомен налаза чесне главе преподобне Матроне, Хиополитисе; Свети новомученици велички и горњеполимски; |                  |
| 29.7. | (16.7.) |               | Свештеномученик Антиноген; света мученица Јулија; Спомен шест васељенских сабора; Светих 15000 мученика; Свети мученик Атиноген; Свети мученик Антиох; Свети мученици Павле, Валентина и Теа; Свети мученик Фавст; Свете мученице многе жене; Свети мученици Риган, Максимин, Патрофил, Амон, Теофраст, Клеоник, Петар и Исихија; Свети мученик Киријак |                  |
| 30.7. | (17.7.) |               | Света великомученица Марина; Преподобни Леонид Устнедумски; Свети седмочисленици словенски; Свети преподобни Иринарх, игуман соловецки; Лазар Галисијски; Свети мученици Епњрат и Вероника; Свети Ефрасије, епископ јонопољски | Огњена Марија    |
| 31.7. | (18.7.) |               | Свети мученик Емилијан; свети мученик Јакинт Цезарејски; Преподобни Памво; Преподобни Јован Многострадални; Свети Стефан II, архиепископ цариградски, и Јован, митрополит халкидонски; Преподобни Пајсије и Исаија; Свети мучени Атанасије; Свети мученици Дасије и Марон; Свети преподобни Фотије; Свети мученик Маркел; Свети преподобни Онисофор; Свети преподобни Леонтије; Свештеномученик Козман; Свети Владимир Палеј; Свети Јулијан Кеноманеј |                  |

## Август (Госпођински)
| 1.8.  | (19.7.) | 161x161piskel | Свети Стефан деспот Српски ; преподобна Евгенија (Лазаревић); Преподобна Макрина; Свети преподобни Диоклеј; Свети Григорије, нови исповедник; Свети мученик Роман, кнез рјазански; Свети Серафим Саровски;Преподобни Дије; Свети преподобни Михаило; Света четири подвижника; |                  |
| 2.8.  | (20.7.) |               | Свети пророк Илија; Свети Илија патријарх Јерусалимски и Свети Флавијан II патријарх Антиохијски; Свети преподобни Аврамије Чухломски; Света мученица Салома јерусалимска; Свети Илија Праведни; | Илиндан          |
| 3.8.  | (21.7.) |               | Свети пророк Језекиљ; Преподобни Симеон и Јован; Свети мученици Теофил, Трофим и осталих тринаест с љима; Свети преподобни Онуфрије, ћутљивац печерски; Виктор Марсељски; Симеон Јуродиви; Свети Партеније, епископ Радовишта у Епиру; Свети мученици Теодор и Георгије; Свети мученици Јуст и Матеј; Светих три мученика у Мелитини; Свети мученик Евгеније; Свештеномученици Симо и Мирко, Гламочки; Сабор Пресвете Богородице у Арматију |                  |
| 4.8.  | (22.7.) |               | Света Марија Магдалина; Свештеномученик Фока; Преподобни Корнилије Перејаславски; Света Маркела Хиоска; Свети мученик Помпијан; Михаил Накаријаков | Блага Марија     |
| 5.8.  | (23.7.) |               | Свети мученици Трофим, Теофил и други; Свештеномученик Аполинарије; Свети Патријарх Калиник I; Свети Виталије, епископ равенски; Свештеномученик Аполоније; Свети Тирс (Теис); Света преподобна Ана; Свети мученици побијени од Бугара у време цара Никифора; Светих седам мученика картагенских |                  |
| 6.8.  | (24.7.) |               | Света великомученица Христина Тирска; Свети преподобни Поликарп, игуман печерски; Свети Атинагора Атински; Свети мученици Борис и Гљеб; Свети Новомученици Пребиловачки; Јован Оленевски; Преподобни Боголеп Чернојарски; Свети новомученик Атанасије кијоски; Свети новомученик Теофило закинтски; Свети мученик Капитон; Свети Саломтин, епископ јерусалимски; Свети мученик Ермоген; Свети мученик Именеј; Свети Иларион Твалелски; Свети Максим Лемковски |                  |
| 7.8.  | (25.7.) |               | Успеније свете Ане; Света Олимпијада ђакониса; Преподобна Евпраксија девица; Спомен Петог васељенског сабора; Преподобни Макарије Желтоводски; Свети преподобни Христофор; Света Бландина; Христофор Корјажемски; Свети мученици Сакт, Матур, Атал и Бландина; Свештеномученици Родољуб и Вукосав Куленвекуфски |                  |
| 8.8.  | (26.7.) |               | Преподобномученица Параскева; Свети Сава III Српски; Свештеномученик Ермолај; Преподобни Мојсеј Угрин; Света мученица Ореозила; Симеон Столпник; Свети преподобни Геронтије; Сабор Пресвете Богородице у Пигадију близу Емвола; Света мученица Јерусалима; Свети мученик Апион; Свети преподобни Игњатије Стиронит; | Трнова Петка     |
| 9.8.  | (27.7.) |               | Свети великомученик Пантелејмон; свети Климент Охридски ; Преподобна Антуса; Свети Јоасаф, митрополит московски; Герман Аљаски; Свети блажени Николај; Светих сто педесет и три мученика; Свети мученик слепац, исцељен светим Пантелејмоном; Свети новомученик Христодул; Свети преподобни Мануил | Свети Пантелија  |
| 10.8. | (28.7.) |               | Свети апостоли и ђакони Прохор, Никанор, Тимон и Пармен; Свети мученик Јулијан; Преподобни Павле Ксиропотамски; Свети мученик Акакије Млади; Света преподобна Ирина Хрисоваланте; Свети Питирим Тамбовски; Свети мученик Евстатије анкирски; Света мученица Дросида; Обновљење Храма Пресвете Богородице у Диаконисима; Свети Георгије атоски, градитељ |                  |
| 11.8. | (29.7.) |               | Свети мученик Калиник; мученица Серафима Антиохијска; Света мученица Теодотија: Свети мученик Јевстатије Мцхетски; Свети Константин, патријарх цариградски; Свети благоверни цар Теодосије Млађи; Свети мученик Мамант; Свети мученик Василиск; Свети преподобни Роман Киржацки; Свети преподобни Константин Kосински; Свети мученици отац и мајка са двоје деце њихове; Свети мученици Винијамин и Вирије; Свети Серафим и Теогнист Алмски |                  |
| 12.8. | (30.7.) |               | Преподобна мати Ангелина Српска; Свети апостоли Сила, Силуан, Крискент, Епенет и Андроник; Свештеномученик Валентин; Свештеномученик Полихроније епископ Вавилонски; Свети Јован војник; Свети Стефан Владислав; Свети мученици Прокул, Евив и Аполоније; Свети Авундије; Свети мученици Парментије, Елим и Хрисотел, Лука, Мука, Олимпије, Максим, Авдон и Сенис; Свети принц Котне Дадиани, Исповедник мингрелијски; |                  |
| 13.8. | (31.7.) |               | Свети мученик Евдоким (Госпојинске покладе); света мученица Јулита; Свети Јосиф Ариматејски; Свети Јован егзарх; Пренос чесних моштију апостола Филипа; Обновљење Храма Пресвете Богородице у Влахерни; Свети мученици дванаесторица Римљана; Свети Арсеније Ниноцминдски; Преподобна Манега Гомељска |                  |
| 14.8. | (1.8.)  |               | Изношење Часног крста; Макавеји (Почетак поста); Светих девет мученика; Свети мученик Елеазар; Свети мученик Кирик; Свети Тимотеј чудотворац, епископ прикониски; Свети мученик Теодор; Свети мученици Мина и Минеј и остали с њима; Свети мученик Полијевкт; Свети мученик Папа Нови; Света преподобномученица Елеса; | Макавеји         |
| 15.8. | (2.8.)  |               | Пренос моштију светог првомученика и архиђакона Стефана; Свештеномученик Стефан папа Римски, и други с њим; Свети блажени Василије јуродиви Московски; Откриће моштију светих мученика Максима, Даде и Квинтилијана; Свети мученик Фока; Свети новомученик Теодор Дарданелски; Свети мученици индијски; Освећење Храма светог Јована Богослова; | Стеван Ветровити |
| 16.8. | (3.8.)  | 79x79piskel   | Преподобни Исакија, Далмат и Фавст; Преподобни Антоније Римљанин; Света Саломија мироносица; Свети мученик Ражден; Свети преподобни Јован исповедник; Преподобни Козма шкопац; Света преподобна Теоклита чудотворка; Свети Јован монах и Јован Нови, митрополити ефески; Девет браће Херхеулидзе, с мајком, сестром и с њима 9000 грузијаца, убијених на Марабдинском пољу (1625); |                  |
| 17.8. | (4.8.)  |               | Светих седам мученика у Ефесу; Свештеномученик Козма равноапостолни; Пренос моштију свете преподобномученице Евдокије; Свети мученик Татуил; Света преподобномученица Евдокија; Свети мученик Елевтерије; Свети новомученик Христо из Превезе; Освећење Храма Христа Пантократора у Цариграду; |                  |
| 18.8. | (5.8.)  |               | Свештеномученик Евсигније Антиохијски (Претпразништво Преображења); Свештеномученик Фавије (Фавијан) папа Римски; Света Нона; Свети Евтимије, патријарх цариградски; Свети Терис (Тирс), епископ карпасијски на Кипру; Свети мученик Понтије сенатор; Свети мученици Катидије, Катидијан и Совел; |                  |
| 19.8. | (6.8.)  |               | Преображење Господње; Свети Теоктист, епископ черњиговски; Свети Максим Сандович; Свети новомученик Авакум |                  |
| 20.8. | (7.8.)  |               | Преподобномученик Дометије; преподобни Ор Тиваидски; Преподобни Пимен Многоболесни; Свештеномученик Наркис патријарх Јерусалимски; Свети преподобни Иперехије; Свети мученици Марин и Астерије; Свети преподобни Дометије Знаменоносац; Света преподобномученица Потамија чудотворка; Свети Созонт; Свети преподобни Теодосије Нови, лекар; Светих преподобних десет хиљада подвижника тивејских; Свети Филарет Ичалковски |                  |
| 21.8. | (8.8.)  |               | Свети Емилијан Исповедник; преподобни Зосим Тумански ; Свети Мирон Чудотворац епископ Критски; Преподобни Григорије Синаит; Свети новомученици Тријандафил и Спасо; Преподобни Зосим, Саватије и Герман Соловецки; Свети преподобни Григорије, иконописац печерски; Теодосије Кавкаски; Преподобни Јаков Нови Туманаски; Свети мученик Гормиздас; Свети мученици Елевтерије и Леонид и мала дечица; Свети преподобни Теодосије, игуман оровски; Света два мученика тирска; Свети мученик Стиракије; Светих десет подвижника египатских; Освећење Храма Пресвете Богородице у Јерусалиму; Освећење Храма светих апостола Петра и Павла; Икона Пресвете Богородице 'Толгска'; |                  |
| 22.8. | (9.8.)  |               | Свети апостол Матија; Свети Роман (мученик); Свети Никодим Костромски; свети мученик Антоније; Свети мученици Јулијан, Маркијан, и други с њима; Свети мученици Јован, Јаков, Алексије, Димитрије, Фотије, Петар, Леонтије и Марија; Свети преподобни Псоје; Свети преподобни Макарије | Матијевдан       |
| 23.8. | (10.8.) |               | Свети мученик и архиђакон Лаврентије; Свети Иринеј Лионски; Свети преподобни Лаврентије Калужки, Христа ради сулуди; Сава Сторожевски; Свети Ирон; Светих шест мученика у Визији |                  |
| 24.8. | (11.8.) |               | Свети мученик и архиђакон Евпло; Свети мученица Сузана девица, и други с њом; Свети Нифонт патријарх Цариградски; Преподобни Василије и Теодор Печерски; Гавиније Римски; Свети мученици Неофит, Зинон, Марко, Макарије и Гај (Гајин); Свети преподобни Пасарион; Свети новомученик Анастасије Панерис и Димитрије Бејазис; Теодор Острошки; Обновљење Храма Пресвете Богородице 'Елеусе'; |                  |
| 25.8. | (12.8.) |               | Свети мученици Фотије, Аникита и други с њима; Свештеномученик Александар епископ Комански; Свети преподобни Паламон; Преподобни Варлам Белоградски; Свети преподобни Кастор; Светих дванаест мученика војника са острва Крита; Свети мученици Памфил и Капитон; Свети преподобни Сергије и Стефан, који су у Молосу; Преподобномученици Геронтије, Серапион, Герман, Висарион, Михаило, Отар и Симон (1851) |                  |
| 26.8. | (13.8.) |               | Свети мученик Иполит Римски (Оданије Преображења); Свети Тихон Задонски; Преподобна царица Ирина; Преподобни Серид; Пренос моштију преподобног Максима Исповедника; Света царица Евдокија; Свети преподоби Доротеј Палестински; Свети Серафим Дмитровски; Максим Московски; Свети мученици Конкордије, Иринеј и Авундије; Свети мученик Коронат |                  |
| 27.8. | (14.8.) |               | Свети пророк Михеј; (Претпразништво Успенија); Свештеномученик Маркел епископ Апамејски; Пренос моштију преподобног Теодосија Кијево-Печерског; Преподобни Аркадије Новоторжески; Свети Венијамин Петроградски; Свети мученик Урсикије (Урсикин); Свети мученик Лукије војник; Свети новомученик Симеон трапезунтски; Новомученици Назарије митрополит Кутаис-Гаенатски, јереји Јеротеј Николадзе, Симон Мчедлидзе, ђакон Висарион Кухианидзе (1924) и сви новомученици од безбожника побијени |                  |
| 28.8. | (15.8.) |               | Успеније Пресвете Богородице; Чудотворна икона Пресвете Богоматере, звана „Чајничка Красница”; Свети преподобни Герасим кефалонијски; Чудотворна икона Пресвете Богородице у манастиру Малеви на Пелопонезу; Чудо Пресвете Богородице на извору (водици) у Бачком Петровом Селу; Успенске иконе Пресвете Богородице; | Велика Госпојина |
| 29.8. | (16.8.) |               | Јевстатије II Српски; преподобни Роман; свети Рафаило Банатски ; Свети мученик Диомид; Преподобни Јоаким Осоговски; Свети мученик Стамат; Свети Тимотеј, епископ еврипски; Свети Макарије архиепископ; Јосиф Исихаст; Свети новомученик Апостол Нови; Нерукотворена икона Господа Исуса Христа; Свети преподобни Херимон; Светих тридесет мученика палестинских; Проналазак моштију светих мученика Серафима, Доротеја, Јакова, Димитрија, Василија и Сарантиса у Мегари Атичкој; Свети преподони Нил ерикусијски; Свети мученик Алкибијад; Свети преподономученик Никодим метеорски; Свети мученик Христофор Гуријски;                                                     |                  |
| 30.8. | (17.8.) |               | Свети мученик Мирон Ахајски; Свети мученик Патрокло; Преподобни Илија Калабријски; Преподобни Алипије, иконописац Печерски; Свети мученици Павле, Јулијана сестра и Стратоник; Свети мученици Тирс, Левкије и Коронат и дружина њихова; Свети преподобномученик Макарије; Свети мученици Стратон, Филип, Евтихијан и Кипријан; Свети преподобни Еглон отшелник; Свети Тбели Абусеридзе; Преподобни Стефан Филејски; Преподобни Пимен Угрешски |                  |
| 31.8. | (18.8.) |               | Свети мученици Флор и Лавр; преподобни Јован Рилски ; Свештеномученик Емилијан епископ; Свети Јован и Георгије патријарси Цариградски; Света преподобна четворица подвижника; Свети Телемах; Арсеније пароски; Димитрије Епирски; Свети преподобни Христофор Трапезундски; Света мученица Јулијана; Свети мученик Леонт (Лав); Свети преподобни Софроније; Свети убоги мученици; Свети мученици Ерм, Серапион и Полиен; Свети преподобни Варава и Софроније; Свети Христодул Филозоф |                  |

## Септембар (Михољски)
| 1.9.  | (19.8.) | 117x117piskel | Свети мученик Андреј Стратилат; Преподобни Теофан Нови Полтавски; Преподобни Теофан Нови Атонски; Блажена Евфросинија Кољупановска; Свети мученици Тимотеј, Агапије и Текла; Свети мученици Евтихијан и Стратигије; Светих 2593 мученика; Пресвета Богородица Донска |                |
| 2.9.  | (20.8.) |               | Свети пророк Самуило; Свети мученици Север, Мемнон капетан и с њима 37 мученика; Свети мученик Лукије; свештеномученик Филип Ираклијски са свештеником Севером и ђаконом Хермесом; Свети мученици Илиодор и Доса (Сода); Света мученица Фотина; Свети мученици Орест и Ригин са Кипра; Свети Теодор и Јован Суздаљски; Света Сурдетска Богородица |                |
| 3.9.  | (21.8.) |               | Свети апостол Тадеј; света мученица Васа и њена деца Теогније, Агапије и Пист; свмуч. Рафаило Шишатовачки; Преподобни Аврамије Смоленски; Свети праоци Аврам, Исак и Јаков; преподобни Аврамије печерски; Свети преподобни Корнилије и Аврамије палеостровски; Преподобни Јефрем Смоленски; Света Теоклита чудотворка; Свети Александар иконијски; Свети Католикос Сармеан; |                |
| 4.9.  | (22.8.) |               | Свети мученик Агатоник; Свештеномученик Горазд Чешки; Света царица Аријадна; Света мученица Евлалија; Света мученица Антуса, и прочи с њом; Свети Атанасије епископ и мученици Харисим и Неофит; Свети мученици Иринеј, Ор и Оропсис; Сабор код Чудотворне иконе пресвете Богородице „Прусиотисе”; Грузијска икона Мајке Божије; |                |
| 5.9.  | (23.8.) |               | Свештеномученик Иринеј Лионски (Оданије Успенија); мученик Луп Солунски; Свештеномученик Потин, епископ Лионски; Свети Албан Британски; Свети Калиник Патријарх цариградски; Свети Антоније митрополит Сардски; Светих тридесетосам мученика тракијских; Свети свештеномученик Иринеј епископ Сремски; Преп. Аристокле Атонски и Московски; Пресвета Богородица Владимирска; Свети Виктор; Свети преподобни Евтихије и Флорентије; Свети преподобни Никола Сикелиот |                |
| 6.9.  | (24.8.) |               | Свети свештеномученик Евтихије; Преподобни Арсеније Комељски; Свети Георгије Лимниот (Језерски) Исповедник; Пренос моштију светог Дионисија архиепископа Егинског; Свети преподобни Серапион чудотворац; Козма Етолски; света мученица Сира; Свети мученик Татион |                |
| 7.9.  | (25.8.) |               | Пренос моштију светих апостола Вартоломеја; свети апостол Тит; Свети Јован II Кападокијац, патријарх Цариградски; Свети Епифаније патријарх Цариградски; Мина Цариградски; Генадије II Цариградски; Преподобни Мојсије Уфимски; Свети исповедници Едески; Свети Јован Карпатски; Свети мученик Сава Венетал |                |
| 8.9.  | (26.8.) |               | Свети мученици Адријан и Наталија; Свети преподобни Адријан Ондрусовски; Максим III Јерусалимски; Георгије Косов; Преподобни Титој; Свети Зер-Јаков; Светих двадесет три мученика; Свети мученик Адријан; Свети мученици Атик и Сисиније; Свети преподобни Ивистион; Чудо Пресвете Богородице у Москви 1395. године |                |
| 9.9.  | (27.8.) |               | Преподобни Пимен Велики; Преподобни Пимен Палестински; Свети Осија епископ Кордовски; Свештеномученици Кукша и Пимен посник; Свети Либерије Епископ Римски; Свети мученик Фанурије; Свети Аркадије цар Византијски; Хризостом Смирнски; Пралије Јерусалимски; Свети преподобни Теоклит; Свети преподобни Сава; Света мученица Антуса Нова |                |
| 10.9. | (28.8.) |               | Преподобни Мојсије Мурин; преподобни Сава Псковски; Свети праведни Језекије цар Јудејски; Света праведна Ана, кћер Фануилова; Света мученица Сузана (Шушаника); Свети Иларион митрополит Кијевски; Сабор свих богоугодника Печерских; Свети преподобни Евлогије и Данило; Доситеј Печерски; Тимотеј Печерски; Акиндин Печерски; Јевтимиje Печерски; Јосиф Многоболесни; Светих 23 мученика Ираклијска; Свети мученици Диомид и Лаврентије; Свети Амфилохије епископ Владимира Волинског; Свети Симеон Переславски; Свети Дамон |                |
| 11.9. | (29.8.) |               | Усековање главе Светог Јована Крститеља; Преподобна Теодора Солунска; Свети мученик Анастасије; Света мученица Василија; Свети Аркадије чудотворац, епископ Арсиноје на Кипру; | Усековање      |
| 12.9. | (30.8.) | 89x89piskel   | Пренос моштију светог Александра Невског; Сабор светих српских просветитеља и учитеља; Свети Александар, Јован и Павле, патријарси Цариградски; Свети преподобни Александар Свирски; Епископ Григорије II; Преподобни Христофор; Свети Евлалије, епископ Кесарије Кападокијске; Свети преподобни Фантин; Светих шест мученика Мелитинских; Свети мученици Феликс, Фуртунијан, Септимин и Јануарије; Свети преподобни Сармат; Света преподобна Вриена; Свети преподобни Филакс |                |
| 13.9. | (31.8.) |               | Полагање појаса Пресвете Богородице; Свети Генадије, патријарх Цариградски; Свештеномученик Кипријан; Свети Јован, митрополит Кијевски; Новомученици јасеновачки; Светих седам мученица девојака из Газе; Светих четири мученика из Перге Памфилијске; Свети мученик Филеорт; Свети мученик Диадох; Свети мученици Мина, Фавст, Андреј и Ираклије; Светих 360 мученика у Никомидији; Обновљење Храма пресвете Богородице у Неорију; Свети Великомученик Фанурије; Пресвета Богородица Свецарица |                |
| 14.9. | (1.9.)  |               | Преподобни Симеон Столпник — црквена Нова година; Свети Исус Навин; Свети мученици четрдесет девојака подвижница и Амун ђакон; Света преподобна Марта; Свети мученици Калиста, Евод и Ермоген; Свети преподобни Мелетије нови; Свети новомученик Анђел; Света мученица Агатоклеја; Света преподобна Евантија; Свети преподобни Николај; Чудотворна икона пресвете Богородице у манастиру Миасинском; |                |
| 15.9. | (2.9.)  |               | Свети мученик Мамант; свети Јован Посник; Свети пророк Елеазар; Проорок Финеас; Теодосије Тотемски; Светих 3628 мученика, пострадалих у Никомидији; Преподобни Серафим (Роуз); Свети мученик Диомид; Свети мученик Јулијан; Свети мученик Филип; Свети мученик Евтихијан; Свети мученик Исихије; Свети мученик Леонид; Свети мученик Филаделф; Свети мученици Аитал и Амон; Свети мученик Меланип; Света мученица Партагапија; Свети Варсануфије Херсонски |                |
| 16.9. | (3.9.)  |               | Свештеномученик Антим; свети Јоаникије, први Патријарх српски; Света мученица Василиса; Преподобни Теоктист; Света Фива; Свети Аристион, епископ Александријски; Свети цар Константин Нови; Свети преподобни Јован Власати, Христа ради сулуди; Преподобни Макарије Оптински; Свети новомученик Полидор Кипарски; Свети мученик Зинон; Свети мученик Харитон; Свети мученик Архонтион |                |
| 17.9. | (4.9.)  |               | Свештеномученик Вавила Антиохијски; Свети пророк Мојсеј Боговидац; свети Петар Дабробосански; Преподобни Стефан Троношки; Свети мученици Теодор, Амиан, Јулијан и Кион (Кентурион); Свети мученик Вавила Никомидијски и сњим 84 деце ученика; Света мученица Ермиона; Свети преподобни Антим слепи; Свети Теотим и Теодул; Свети мученици Маркел и Касијан; Свети мученици Тетуил и Вевеја; Свети мученици Урван, Примодијан и Еполоније; Свети мученици Амоније и Донат; Свети преподобни Петроније; Света мученица Харитина; Светих 3628 мученика Никомидијских; Свети мученик Петроније; Откриће моштију светог Јоасафа Белгородског; |                |
| 18.9. | (5.9.)  |               | Свети пророк Захарије и праведна Јелисавета; Свети мученици Јувентин и Максимин; Преподобни Атанасије Брестски; Свети мученици Тифаил и Тивеја; Света мученица Раиса (Ираида); Светих 70 мученика; Свети мученици Урван, Теодор, Медимна и осталих 80 са њима; Свети Авдеј, епископ града Ергола у Персији; Свети мученик Сарвил; |                |
| 19.9. | (6.9.)  |               | Чудо светог архангела Михаила; свети мученик Евдоксије; Свети мученик Ромил и 11000 војника; Преподобни Давид; Свети мученици Киријак, Фавст и Авив и остали; Свети преподобни Архип; Свети Кирил, епископ Гортински; Свети мученици Каодот, Макарије, Андреј, Киријак, Дионисије чтец, Андреј, Серапавон саветник, Теоктист морнар и сестре Андропелагија и Текла; Свети преподобномученик Вив; Преподобни Матеј Јарински; Спомен другог освећења Храма пресвете Богородице у дому (храму) Свете Ане; Света Холмска Богородица |                |
| 20.9. | (7.9.)  |               | Свети мученик Созонт (Претпразништво Рождества Пресвете Богородице); Свети апостоли Евод и Онисифор; Свети мученик Евпсихије; Свети Јован, архиепископ Новгородски; Александар Пересвет; Света преподобна Касијана песникиња; Свети преподобни Лука; Макарије Каневски; Пресвета Богородица Знамење |                |
| 21.9. | (8.9.)  |               | Рођење Пресвете Богородице; Свети Атанасије Солунски; Мавр Поречки; Празник свете Богородице Калишке; Празник иконе свете Богородице Почајевске; Свети преподобни Лукијан; Свети мученици Руф и Руфијан; Свети мученик Севир; Свети мученик Артемидор; Свети Софроније епископ Ахталије; Свети Јован и Георги-Јован грузијски; Пресвета Богородица „Знаменија-Курска”; Пресвета Богородица „Холмска” | Мала Госпојина |
| 22.9. | (9.9.)  |               | Свети праведни Јоаким и Ана; Спомен Трећег васељенског сабора; Свети Теофан исповедник и постник; Свети преподобни Јосиф Волоколамски; Свети преподобни Јоаким; Свети Никита Угодник Божји; Свети мученик Севиријан; Свети мученик Стратор; Свети мученик Харитон; Откриће моштију светог Теодосија, архиепископа черњиговског; |                |
| 23.9. | (10.9.) |               | Мученице Минодора, Митродора и Нимфодора; Света Пулхерија царица; Свети апостоли Аполос, Лукије и Климент; Свети мученик Варипсав; Свете три жене; Свети Петар и Павле епископи Никејски; Свети преподобни Јоасаф; Света мученица Ија; Света Евдокија, девојчица; Свети Василије Кабановски |                |
| 24.9. | (11.9.) |               | Преподобна Теодора; Преподобни Сергије и Герман Валамски; Пафнутије Исповедник; Преподобни Ефросин кувар; Света мученица Ија; Свети Автоном; Силуан Атонски; Теодора Александријска; Свети мученици Диодор, Дидим и Диомид; Свети мученици Димитрије, Евантије и Димитријан |                |
| 25.9. | (12.9.) |               | Свештеномученик Автомон (Оданије Рождества Пресвете Богородице); Свети праведни Симеон Верхотурски; Свештеномученик Доситеј Тбилиски; Преподобни Данило са Тасоса; Свештеномученик Корнут, епископ Иконијски; Свети преподобни Васијан Тиксенски; Свештеномученик Јулијан са 40 другова; Свети мученици Македоније, Татијан и Теодул; Свештеномученик Теодор; Свети преподобни Атанасије и ученик му Атанасије; |                |
| 26.9. | (13.9.) |               | Свештеномученик Корнилије сотник (Претпразништво Воздвижења); Освећење храма Христова Васкрсења; Свети Аристид Атински; Света мученица Кетеван; Свети мученици Макровије и Гордијан; Преподобни Јеротеј; Свети мученици Селевк, Стратон, Кронид, Леонтије и Серапион; Свети преподобни Петар; Преподобни Атанасије Висоцки; Света Леснинска Богородица |                |
| 27.9. | (14.9.) |               | Возвиждење часног Крста; Света Плакила царица; Свети Шести Васељенски сабор; Преподобни мученик Макарије Солунски; Преставленије Светог Јована Златоуста; Преподобна Марија Тарсијска; Свети мученик Папа; Свети мученик Теоклис; Свети мученик Валеријан, дете; Света Јелисавета и Алепавски Мученици | Крстовдан      |
| 28.9. | (15.9.) |               | Свети великомученик Никита Готски; свети Јосиф Темишварски; Свети мученик Порфирије; Свети мученици Теодот, Асклијад и Максим; Свети Висарион, архиепископ Лариски; Симеон Солунски; Јосиф Алавердски; Проналазак моштију Светог Архиђакона Стефана; Проналазак моштију Светог Акакија Мелитинског; Преподобни Филотеј; Јован Критски; Свети преподобни Герасим; Свете мученице две девојке; Свети преподобни Мелетије, ктитор Сергијевог манастира; Пресвета Богородица „Погледај На Смирење“ |                |
| 29.9. | (16.9.) |               | Преподобни Доротеј; свети Кипријан; Света великомученица Ефимија; Свети Кипријан, митрополит Кијевски; Света мученица Људмила; Преподобни Кукша Одески; Свети преподобни Прокопије; Света мученица Севастијана; Света мученица Мелитина; Свети мученици Исак и Јосиф; Свети Касијан Кипарски; |                |
| 30.9. | (17.9.) |               | Свете мученице Вера, Нада и Љубав и мајка им Софија; Света мученица Агатоклија; Света мученица Теодотија; Патријарх Јоаким Александријски; Светих 156 мученика; Свети Ираклид и Мирон; Света Лукија удовица и син јој Геминије мученик; Свети преподобни Анастасије, чудотворац Кипарски; Свети мученици Харалампије, Пантолеонт и дружина |                |

## Октобар (Митровски)
| 1.10.  | (18.9.)  | 99x99piskel | Свети Евменије Гортински; света мученица Аријадна; Свети мученик Бидзин, кнез Грузински; Свети Аркадије, епископ новгородски; Свете мученице Софија и Ирина; Свети мученици Кастор и Теодора; Свети мученици Елисбар и Шавле; Пресвета Богородица Исцелитељка |                      |
| 2.10.  | (19.9.)  |             | Свети мученици Трофим, Саватије и Доримедонт; Свети Теодор, кнез Јарославски; Преподобна Доситеја Кијевска; Игор II Кијевски; Свети мученик Зосим пустињак; Свети Николај Искровски |                      |
| 3.10.  | (20.9.)  |             | Свети великомученик Јевстатије Плакида; Свети Михаил кнез и Теодор бољарин; Свети Мартин, папа римски; Свети преподобни Максим Исповедник и два Анастасија исповедника; Свети Теодор Смоленски; Евстатије Солунски; Свети Олег Брјански; Теоктист Смељницки; Свети преподобни Јован; Преподобни мученик Иларион; Свети преподобни Теодор и Евпрепије исповедник; Свети преподобномученик Јован исповедник, Египћанин и с њим 40 мученика; Свети мученици Артемидор и Тал; Свети Јован Путивљански                                                                                        |                      |
| 4.10.  | (21.9.)  |             | Свети апостол Кодрат (Оданије Воздвижења); Свети Димитрије, епископ Ростовски; Света мученица Васа; Свештеномученик Ипатије епископ Ефески и Андреј презвитер; Свети мученици Јевсевије и Приск; Свети преподобни Акакије (Исакије) и Мелетије, епископи кипарски; Свети мученици шест штитоноша цара Максимијана; Свети мученици Јевсевије, Нестав и Зинон и са њима Нестор и Висирије; |                      |
| 5.10.  | (22.9.)  |             | Свети свештеномученик Фока; свети пророк Јона; Свети мученик Фока Баштован; Преподобни Козма Зографски; Преподобни Јона Јашезерски; Свети Софроније, епископ вратчански; Светих двадесет шест преподобномученика Зографских; Свети Петар Милостиви; Свети Јона презвитер; Свети мученици Исак, Мартин и Николај; Преподобни Гаврило Седмојезерски |                      |
| 6.10.  | (23.9.)  |             | Зачеће светог Јована Претече и Крститеља; Света преподобна Поликсенија; Света преподобна Ксантипа; Преподобни Галактион Вологодски; Свети мученик Ираида; Свети новомученик Никола Пантопол; Свети новомученик Јован; Свети мученици Андреј, Јован, Петар и Антонин (Антоније) |                      |
| 7.10.  | (24.9.)  |             | Света Текла; преподобни Симон, краљ Владислав и преподобни Давид; Свети Стефан, краљ српски првовенчани; Свети преподобни Никандар Псковски; Свети преподобни Аврамије Мирожски; Свети преподобни Коприје; Свети преподобни Галактион; Чудотворна икона Пресвете Богородице 'Миртидиотиса' |                      |
| 8.10.  | (25.9.)  |             | Преподобна Ефросинија Александријска; Преподобна Ефросинија Суздаљска; Свети преподобномученик Пафнутије и осталих 546 мученика с њим; Спомен великог земљотреса у Цариграду; Свети мученици Дионисије и Каламах, Евстрогије и Ермиона супруга и Стефана кћер, старешина Јевсевије и 40 војника, 80 рибара, 40 чиновника и 16 децеученика; Свети мученици Павле и Татија и четворо деце; Свети Византије; Свети Теофил исповедник, архиепископ ефески; Свети Арсеније велики, католикос грузијски                                                                                        |                      |
| 9.10.  | (26.9.)  |             | Свети апостол и јеванђелист Јован Богослов; Преподобни Нил Калабријски; Свети праведни Гедеон; Свети Tихон патријарх московски; Светих пет девојака мученица Текла, Маријамна, Марта, Марија и Ената; Света мученица удовица; Долазак Иверонске иконе Пресвете Богородице у Грузију |                      |
| 10.10. | (27.9.)  |             | Свети мученик Калистрат; Свети апостоли: Марко, Аристарх и Зина; Преподобни Саватије Соловецки; Антим Иверски; Света књегиња Јелисавета; Света новомученица Акилина; Светих петнаест мученика тивериопољских; Света мученица Епихарија; Свети мученик Гимнасије; Свети преподобни Игњатије; Свети мученици Филимон епископ и Фортунијан; Света мученица Гајана; Чудесно виђење и онемелост светог пророка Захарије; Преподобна Рахиља Бородинска |                      |
| 11.10. | (28.9.)  |             | Преподобни Харитон Исповедник; Свети пророк Варух; Свети мученик Вацлав краљ Чешки; Свети преподобни Иродион илојезерски; Свети Вацлав Чешки; Симон Суздаљски; Свети мученик Евстатије; Свети мученик Марко пастир |                      |
| 12.10. | (29.9.)  |             | Преподобни Киријак Отшелник; Свети мученици Дада и Говделај; Свети преподобни Кипријан устјужски; Преподобни Григорије Вологодски; Преподобни Кипријан Сторожевски; Света преподобна Анастасија подвижница; Свети преподобномученик Малахије; Свети Онуфрије, чудотворац Гаресјански; Свети Теофан Милостиви; Света Марија Палестинска; Светих 80 мученика византијских; Света мученица Петронија; Света мученица Гуделија | Михољдан             |
| 13.10. | (30.9.)  |             | Свети свештеномученик Григорије Просветитељ јерменски; свети Михаил Кијевски; Свете мученице Гајанија, Рипсимија, и осталих 35 монахиња; Свете преподобномученице две жене; Свети мученик Стратоник; Свети мученик Мардоније; Светих хиљаду мученика |                      |
| 14.10. | (1.10.)  |             | Покров Пресвете Богородице; Свети апостол Ананија; Преподобни Роман Слаткопојац; Преподобни Јован Кукузељ; Свети мученик Домнин Солунски; Свети преподобни Сава Вишерски; Света равноапостолна Нина, просветитељка Грузије; Свети Мелхиседек, католикос-патријарх Грузијски; Преподобни Григорије Светогорски; Свети преподобномученик Михаил, игуман зовијски и 36 монаха; Чудотворна икона Пресвете Богородице 'Кукузељске'; Чудотворна икона Пресвете Богородице 'Скоропослушница' |                      |
| 15.10. | (2.10.)  |             | Свети свештеномученик Кипријан; преподобни Андреј Јуродиви; Свети мученици Давид и Константин; Света Дамара; Свети великомученик Теодор Гаврас; Свети преподобни Теофил исповедник; Свети новомученик Хаџи-Георгије; Свети Пајсије I Јањевац-Књигољубац, патријарх српски; Света Ана Кашинска; Свети блажени Кипријан, суздаљски чудотворац |                      |
| 16.10. | (3.10.)  |             | Свети свештеномученик Дионисије Ареопагит; Преподобни Јован Хозевит; Преподобни Дионисије Печерски; Свети Исихије Хоровит; Свети мученик Теоктист; Свети мученици Рустик и Елевтерије; Свети Теаген; Свети мученик Теотекно; Преподобна Олимпијада Козљешчанска; Пресвета Богородица Псковско-Печерска |                      |
| 17.10. | (4.10.)  |             | Свети Стефан и преподобна Јелена-Јелисавета (Штиљановић); Свештеномученик Јеротеј; Преподобни Павле Препрости; Свети Гурије, епископ Казански и Варсануфије, епископ Тверски; Свети Петар Капетолијски; Свети мученици Гај, Фавст и Херимон; Свети Владимир Јарославич, новгородски; Свети мученик Евдемон Грузијски; Свети Јован Лампадски; Света мученица Домнина и њене кћери Вирина и Просдока; Свети мученик Давикт и кћер његова Капистенила; |                      |
| 18.10. | (5.10.)  |             | Света мученица Харитина; свештеномученик Дионисије Александријски; Преподобни Дамјан; Свети преподобни Јеремија печерски; Свети преподобни Матеј печерски; Света преподобна Харитина; Света преподобна Методија; Свети преподобни Григорије хандзојски; Преподобни Евдоким Ватопедски; Света мученица Мамехта Персијска; Свети преподобни Козма; Преподобни очеви и мајке из Кларјетија |                      |
| 19.10. | (6.10.)  |             | Свети апостол Тома; Преподобни новомученик Макарије; Свети преподобни Кендеј; Света мученица Еротида | Томиндан             |
| 20.10. | (7.10.)  |             | Свети мученици Сергије и Вакхо; Свети мученик Полихроније; Свети мученици Јулијан презвитер и Кесарије ђакон; Свети преподобни Сергије Нуромски; Свети преподобни Сергије печерски послушни; Светих 99 преподобних који су се подвизавали на Криту; Свети мученици Јевсевије и Филикс; Свети Леонгије проконзул; Свети Николај Рејн | Срђевдан             |
| 21.10. | (8.10.)  |             | Преподобна Пелагија; преподобна Таиса; Света мученица Пелагија; Свети Трифон Вјатски; Свети преподобни Доситеј Верхњеостровски |                      |
| 22.10. | (9.10.)  |             | Свети апостол Јаков; свети Стефан Српски (Слепи); Свети Димитрије, патријарх Александријски; Петар Галатијски; Свети праведни Аврам и Лот; Преподобни Андроник и супруга му Атанасија; Свети мученици Евентије и Максим; Света преподобна Поплија Исповедница; Свети преподобни Света Корсунска Богородица |                      |
| 23.10. | (10.10.) |             | Свети мученици Евлампије и Евлампија; Свети мученик Теотекн; Свети преподони блажени Андреј тотемски, Христа ради сулуди; Преподобни Амвросије Оптински; Преподобни Теофил исповедник; Свети мученици Зографски; Преподобни Васијан; Светих двеста мученика |                      |
| 24.10. | (11.10.) |             | Свети апостол Филип; Преподобни мученик Теодор и Теофан Начертани; Спомен Седмог васељенског сабора; Свети Нектарије, патријарх Цариградски; Свете мученице Зинаида и Филонида; Свети Арсакије и Сисиније, патријарси цариградски; Свети преподобни Теофан, испосник печерски; Преподобни Јона и Нектарије Казански; Спомен чуда иконе Господа Исуса Христа |                      |
| 25.10. | (12.10.) |             | Свети мученици Тарах, Пров и Андроник; Свети Мартин, епископ Турски; Преподобни Козма Мајумски; Свети Теодот, епископ едески; Симеон Нови Богослов; Свети преподобни Амфилохије, Макарије, Тарасије и Теодосије Глушицки; Лав Оптински; Света мученица Домника; Свети Максимилијан и Кирин, епископи норички; Света мученица Малфета; Света Анастасија девица; Свети мученици Јувентин и Максим; Свети мученици Андромах и Диодор; Света мученица Антија; Свети Јасон Дамаски; Светих седамдесет мученика; Свети преподобни Свети преподобни Теосевије арсинојски; Свети мученик Диоскор |                      |
| 26.10. | (13.10.) |             | Свети мученик Карп; света новомученица Злата Мегленска ; Свештеномученик Венијамин ђакон; Свети Никита Исповедник; Света новомученица Босиљка Пасјанска; Свети мученик Флорентије Солунски; Свети мученик Антигон; Свети Антоније митрополит кондидски и ученик Јаков Старији; Свети Никита Патрикије Пресвета Богородица Калушка |                      |
| 27.10. | (14.10.) |             | Преподобна мати Параскева; Свети мученици Назарије, Гервасије и Протасије; Свети преподобни Никша Свјатоша, књаз Черњиговски; Свети Силуан и 40 мученика; Свети Петар авселамски; Свети Игњатије Агалијан, архиепископ | Света ПеткаПетковдан |
| 28.10. | (15.10.) |             | Свештеномученик Лукијан; Свети Лукијан Антиохијски; преподобни Јевтимије Нови Солунски; Свети мученици Сарвил и Вевеј; Свети Јован, епископ суздаљски; Свети Атанасије Ковровски; Свети Варсис исповедник, епископ едески; Свети преподобни Савин, епископ Катански |                      |
| 29.10. | (16.10.) |             | Свети мученик Лонгин Сотник; Преподобни Лонгин Трудољубиви; Свети Партеније Римски; Свети преподобни Мал; Свети мученици Леонтије, Дометије, Терентије и Домнин; Свети преподобни Савин; Свети мученици два војника; Света благоверна Евпраксија; Пресвета Богородица Љубечка |                      |
| 30.10. | (17.10.) |             | Свети пророк Осија; преподобномученик Андреј Критски; Свети мученици Козма и Дамјан Безсребреници; Свети Лазар Четвородневни; Свети преподобни Антоније Леохновски; Свети Јосиф чудотворац, католикос грузијски; Преподобни мученик Андреј; Свети мученик Козман; Пресвета Богородица Избавитељница |                      |
| 31.10. | (18.10.) |             | Свети апостол и јеванђелист Лука; свети Петар Цетињски; Свети Јулијан и Дидим Слепи; Свети мученик Марин Аназарвски; Свети мученици Гаврило и Кермифол; Свети преподобни Давид; Свети мученици четрдесеторо деце; Свети Манасон, епископ кипарски; Свети преподобни Симеон и Теодор и преподобна Ефросинија | Свети Лука Лукиндан  |

## Новембар (Мратињски)
| 1.11.  | (19.10.) | 113x113piskel | Свети пророк Јоил; Свети мученик Вар; преподобни Прохор Пчињски и Јован Рилски; Свети Јован Кронштатски; Свети Садок, епископ персијски; Свети Филикс и Јевсевије; Свети Леонтије философ; Свети монах Никола Двали; Преподобни Гаврило Мелкиски |                      |
| 2.11.  | (20.10.) |               | Свети великомученик Артемије Антиохијски; Свети праведни Артемије Веркољски; Преподобни Герасим Нови; Преподобни новомученик Игњатије; Света Матрона Хиоска; Преподобна Катарина Леснинска; Гаврил Ургебадзе; Свети мученици Зевин, Герман, Никифор и Антоније; Света мученица Маната; Свети мученици Евор и Еној |                      |
| 3.11.  | (21.10.) |               | Преподобни Иларион Велики; Свети Иларион, епископ мегленски; свети исповедник Висарион; Иларион Кијевски; Свети мученици Дасије, Гај и Зотик; Свети преподобни Теофил и Јаков омучски; Пренос моштију преподобног Христодула потамског; Свети новомученик Јован монемвасијски; Преподобни Филотеј; Свети преподобни Варнава монах; Свети мученици Андреј, Стефан, Павле и Петар; Свети преподобномученик Захарије; Свети мученици Теодотија и Сократ презвитер; Свети преподобномученик Евкрат; Свети мученик Азис; Свети Јован Харитонов; Света Касперовска Богородица                          |                      |
| 4.11.  | (22.10.) | 96x96piskel   | Свети равноапостолни Аверкије Јерапољски; Преподобни Лот; Свети преподобни Теодор и Павле ростовски; Преподобни Јелисеј Лавришевски; Спомен чудотворног избављења Москве од Литванаца помоћу Пресвете Богородице; Свети Александар епископ, Ираклије војник и четири жене; Свети преподобни Руф; Свети мученик Захарија; Света Серафима Лауппшска |                      |
| 5.11.  | (23.10.) |               | Свети апостол Јаков, први епископ Јерусалимски; Свети Игњатије, патријарх цариградски; Свети мученик Јаков Боровицки; Андреј Тотемски јуродиви; Свети преподобни Никифор; Свети преподобни Петроније; Света два детета; Свети преподобни Макарије Римљанин ('Ромеј') |                      |
| 6.11.  | (24.10.) |               | Свети мученик Арета; Преподобни Арета Печерски; Свети Китајски мученици; Свети преподобни Јован, затворник псковско-печерски; Свети Елезвој, цар етиопски; Света мученица Севастијана; Свети мученици Марко, Сотирих и Валентин; Свети мученик Акакије презвитер; Свети мученик Нердон; Свети Папа, епископ Хитре на кипру; Света мајка и њено дете; Богородица Свих жалосних радост |                      |
| 7.11.  | (25.10.) |               | Свети мученици Маркијан и Мартирије; Свети мученик Анастасије; Света Тавита; Свети мученик Савин; Свети преподобни Георгије, епископ амастридски; Преподобни Зосим Верховски; Свети мученик Валеријан; Свети мученици Валерије и Хрисафије; Свети мученик Уар; Свети мученици Папије, Диодор и Клавдијан; Свети мученици Фавст, Василије и Лукијан; Свети мученици Никифор и Стефан; Свети Филаделф и Поликарп; Свети преподобни Макарије, епископ пафски; Света два мученика у Тракији; Преподобни Звереницки Оци                                                                               |                      |
| 8.11.  | (26.10.) |               | Свети великомученик Димитрије; Свети преподобни Димитар Бесарабовски; Четворица овенчаних мученика; Преподобни мученик Јоасаф; Свети преподобни Атанасије Мидикијски; Свети мученици Артемидор и Василије; Света мученица Лептина; Свети мученик Гликон; Спомен великог земљотреса; Богородица Озарење ума | Митровдан            |
| 9.11.  | (27.10.) |               | Свети мученик Нестор; Преподобни Нестор Летописац; Свети Андреј, кнез смоленски; Свети Киријак (Кирилијан), епископ цариградски; Света Прокла; Преподобна Алипија Кијевска; Свете мученице Капетолина и Еротида; Свети мученик Марко и они с њим |                      |
| 10.11. | (28.10.) |               | Свети мученици Терентије и Неонила; Света мученица Параскева — Петка; свети Арсеније Сремац, други архиепископ српски; Свети Стефан Саваит; Свети Атанасије, патријарх цариградски; Свети Димитрије, епископ ростовски; Свети Киријак, патријарх Јерусалимски; Преподобни Арсеније кападокијски; Свети Фирмилијан архиепископ кесаријски и Света Февронија; Свети преподобни Јов Почајевски; Свети свештеномученик Неофит, епископ урбински; Света мученица Ана; Свети новомученици Ангел, Мануил, Георгије и Николај; Мелхион презвитер антиохијски;                                            |                      |
| 11.11. | (29.10.) |               | Свети Аврамије Затворник; преподобномученица Анастасија Римљанка; Преподобни мученик Тимотеј Есфигменски; Свети преподобни Аврамије Ростовски Чудотворац; Свети Сава Стратилат; Света преподобна Ана; Света мученица Мелитина; Свештеномученик Атанасије; Свети Серапион зарзмански, грузијски |                      |
| 12.11. | (30.10.) |               | Свети краљ Милутин; преподобни Теоктист и Јелена; свети Варнава Исповед. епископ Хвостански; Свети апостоли Клеопа, Тертије, Марко, Јуст и Артема; Свети Драгутин, краљ Српски; Свети Маркијан, епископ Сиракуски; Свети мученици Клавдије, Астерије и Неон и сестра им Неонила; Свети свештеномученик Зиновије и сестра му Зиновија; Свети мученик Јосиф, патријарх цариградски; Света мученица Евтропија; Свети мученици Александар, Кронион, Јулијан, Макарије и других тринаест; Свети мученик Мануило; Свети мученик Дометије; Свети мученик џелат (Димије); Свети мученик Јотам Задганидзе |                      |
| 13.11. | (31.10.) |               | Свети апостоли Стахије, Амплије, Урван и други; Свети преподобни Спиридон и Никодин; Свети преподобни Анатолије печерски; Мученици тбилиски поклани под Јелахудином; Преподобни Корнелије Комељски; Свети мученик Епимах; Јован Кочуров; Свети мученик Никола Хиоски; Свети непознати исповедник; Свети Јаков, епископ мигдонијски; Свети мученици Селевк и Стратоника; Свети мученик Паис; Свете мученице дванаест девојака; Свети мученик Гордијан; Света преподобна Мавра; Света три мученика мелитинска; Свети Николај Казахстански                                                          |                      |
| 14.11. | (1.11.)  |               | Свети Козма и Дамјан, врачеви; Свети мученик Ерминигелд, царевић; Преподобни мученик Јаков са ученицима Јаковом и Дионисијем; Свети преподобни Давид, подвижник евијски; Свете мученице Киријена и Јулијанија; Свештеномученици Јован и Јаков; Свети мученици Кесарш, Дасије и других пет; Света мученица Теолипта; Свети мученици Кипријан и Јулијана; Света преподобна Теодотија | Врачеви, Свети Врачи |
| 15.11. | (2.11.)  |               | Свети мученици Акиндин, Пигасије и други с њима; Преподобни Маркијан Кирски; Свештеномученик Викторин, епископ патавски; Свете мученице Кириакија, Домнина и Домна; Богородица Неразрушива тврђава |                      |
| 16.11. | (3.11.)  |               | Обновљење храма Светог великомученика Георгија; Свештеномученик Акепсим, епископ наесонски и други с њим; Свети Теодор Анкирски; Ахеменид Исповедник; Свети Дамјан Курски; Свети мученици Атик, Евдоксије, Агапије, Катерије, Истукарије, Пактовије и Никтополион; Свети преподобни Акепсим; Преподобни Илија Египатски; Света Снандулија; Свети мученици Одасије, Севир, Андрон, Теодот и Теодота; Светих двадесет осам мученика; Свети Георгије Неапољски; Света преподобна Ана; Свети преподобни Илија; Благоверни Никола, сјајна звезда Грузије; Света Рафаила Чигиринска                    | Ђурђиц               |
| 17.11. | (4.11.)  |               | Преподобни Јоаникије Велики; Свештеномученик Никандар; Свети благочестиви цар Јован Дука Ватаци, милостиви; Блажени Иларион Затворник; Свети мученик Порфирије глумац; Свети и праведни Јован, Стефан и Исаија грузијски; Свети Симон Јуревски; Никандар, епископ Мирски; |                      |
| 18.11. | (5.11.)  |               | Преподобномученици Галактион и Епистима; Свети апостоли Патров, Ерма, Лин, Гај и Филолог; Свети Јона, архиепископ новгородски; Свети мученик Силван; Свети Григорије исповедник, патријарх александријски; Света мученица Домнина и они с њом; Свети мученици Тимотеј, Теофил и Теотим; Свети мученик Доротеј презвитер; Свети мученици Евпсихије и Картерије; Свети мученик Памфил; Свети мученици Кастор и Агатангел; Свети Доментије |                      |
| 19.11. | (6.11.)  | 102x102piskel | Свети Павле Исповедник, патријарх цариградски; преподобни Варлам Хутински; Свети преподобни Лука печерски; Свети Герман, архиепископ казански; Свети мученик Никандар; Свети Димитрије, епископ кигиријски; Свети преподобни Павле јуродиви; Спомен падања пепела из ваздуха |                      |
| 20.11. | (7.11.)  |               | Свети Јерон и 33 мученика у Мелитини; преподобни Лазар Галасијски; Свети мученици Тесалоникија са Авктом и Таврионом; Свети Варахил Арханђел; Свети мученици Меласип, Касинија и Антонин; Свети мученик Александар; Свети мученици Вострикије и Дукитије; Свети мученик Атинодор; Свети Григорије |                      |
| 21.11. | (8.11.)  |               | Сабор светог Архангела Михаила и осталих бестелесних сила; Света преподобна Марта Псковска; Свети мученици Превлачки | Аранђеловдан         |
| 22.11. | (9.11.)  |               | Свети мученици Онисифор и Порфирије; свети Нектарије Егински; Преподобни Јован Колов; Преподобна Матрона Цариградска; Преподобни Јефтимије Дохијарски и ученик му Неофит; Свети Симеон Метафраст; Свете преподобне Евстолија и Сосипатра; Свети мученик Антоније; Свети мученик Александар солунски; Свети преподобни Онисифор Печерски; Преподобна Теоктиса Пароска; Свети мученици Христифор и Мавра; Свети мученици Нарсије и Артемон; Свети преподобни Еладије; Света Богородица Теребовљанска                                                                                               |                      |
| 23.11. | (10.11.) |               | Свети апостоли Олимп, Ераст, Иродион и други с њима; Свети мученик Орест; Свети мученик Калиопије; Свети мученици Тимотеј и Мавра; Свети мученик Kонстантин, кнез грузински; Константин Богородски; Свети Нон, епископ илиопољски; Свети Милије и два ученика његова; Свети преподобни Теостирикт; Свети преподобни Мартин таракински; Свети мученик Орион; Свети мученик Нир |                      |
| 24.11. | (11.11.) |               | Свети мученик Мина Катуански; свети краљ Стефан Дечански; Свети мученик Виктор и Стефанида; Свети мученик Викентије ђакон Сарагоски; Преподобни Теодор Студит; Свети Урошица, кнез српски; Свети блажени Максим, Христа ради јуродиви, московски чудотворац; Мартирије Зеленецки; Преподобни Јевтимије, Јефрем и Нестор, подвижници Дечански; Свети мученик Дракон; Света Богородица Спаситељка | Мратиндан            |
| 25.11. | (12.11.) |               | Свети Јован Милостиви; Свети пророк Ахија; Преподобни Нил Синајски; Преподобни Нил Мироточиви; Свети Лав, патријарх цариградски; Свети мученик Арсакије; Свети ученици Антоније, Зевин, Герман и Никифор и девојка марта; Свети новомученик Сава Нигделин; Свети мученик Николај |                      |
| 26.11. | (13.11.) |               | Свети Јован Златоусти; Свети мученици Антонин, Никифор, Герман и Манета; Преподобни мученик Дамаскин; Света Богородица Јерусалимска |                      |
| 27.11. | (14.11.) |               | Свети апостол Филип (Божићне покладе); Свети Григорије Палама, архиепископ солунски; Свети Јустинијан, цар византијски; Свети преподобни Филип Ирапски; Света Теодора царица; Свети Тома Нови (Други), патријарх цариградски; Свети новомученик Константин са острва Идре |                      |
| 28.11. | (15.11.) |               | Свети мученици Гурије, Самон и Авив (Почетак поста); Свети мученици Елпидије, Маркел и Евстохије; Пајсије Величковски; Свети мученик Димитрије; Свети преподобни Кинтион, епископ; Свети преподобномученик Захарија; Свети мученици Евпсихије, Неарх и Картерије; Празник иконе свете Богородице „Купјатицке” |                      |
| 29.11. | (16.11.) |               | Свети апостол и јеванђелист Матеј; Преподобни Сергије Малопинежски; Филумен Хасапис; Свети кнез етиопски Фулвијан; Света Самарска Богородица | Матејевдан           |
| 30.11. | (17.11.) |               | Свети Григорије Чудотворац; Преподобни Никон Радоњешки; Преподобни Генадије Ватопедски; Свети Севастијан Џексонски; Свети Максим, патријарх Цариградски; Свети преподобни Лазар Иконописац; Свети мученици Гоброн (Михаило) и осталих 133 војника с њим; Свети Генадије, патријарх цариградски; Свети Захарије кожар и Јован; Свети преподобни Јустин; Свети препододобни Јован Дермокаит; Свети преподобни Лонгин; Пресвета Богородица Грузинска |                      |

## Децембар (Божићни)
| 1.12.  | (18.11.) | 148x148piskel | Свети мученик Платон; свети мученици Роман и Варул Отрок; Свети мученици Закхеј и Алфеј; Свети новомученик Анастасије Парамитијски; Роман Кесаријски; Свети преподобни Василије; Преподобни Филарет Срезновски |              |
| 2.12.  | (19.11.) | 66x66piskel   | Пророк Авдеј; преподобни Варлам и Јоасаф; Свети мученик Илиодор; Свети мученик Варлам; Свети мученик Агапије; Свети преподобни Варлам Печерски; Свети преподобни Иларион чудотворац; Порфирије Кавсокаливит; Свети Филип Московски; Свети Филарет Московски; Адријан Пошехонски; Свети мученици Антим, Талелеј, Христофор, Ефимија и деца њихова и свети Панхарије; Свети мученик Аза чудотворац; Свете мученице супруга и ћерке епарха Аквилина; Свети преподобни Симон; Светих дванаест мученика                                                                                                 |              |
| 3.12.  | (20.11.) |               | Преподобни Григорије Декаполит (Претпразништво Ваведења); Свети Прокл, патријарх Цариградски; Свети мученици Јевстатије, Теспесије и Анатолије; Свети Исак, архиепископ Јерменски; Свети мученик Дасије; Свете три девице; Свети Нирса и Јосиф; Свети Јован, Саверије, Исакије, Ипатије и други с њима; Свети мученици Теитазет, Сасаније, Ноилмарије и Заруандин; Свете мученице Текла, Ваута, Денахиса, Тентуа, Мама, Малохија, Ана, Нана, Аста и Малаха; Свети Теоктист исповедник; Свети Јарослав Јамски                                                                                       |              |
| 4.12.  | (21.11.) |               | Ваведење Пресвете Богородице; Свети благоверни кнез Јарополк-Петар Изјаславич; Свети Јарослав Мудри | Ваведење     |
| 5.12.  | (22.11.) |               | Свети апостоли Филимон, Апфија и Архип; Свети Калист Ксантопулос, патријарх Цариградски; Света мученица Кикилија; Свети мученик Менигнос; Свети мученик Прокопије; Свети благоверни Михаило тверски, велики кнез; Јаков Евијски; Свети праведни Михаил војник; Свети преподобни Агава (Ава); Свети мученик Агапион Римљанин; Свети мученици Стефан и два Марка; Свети мученици Христофор и Ефимије; Свети мученик Талелеј и Антим; Свети мученик Тадеј; Свети мученик Агапије кападокијски; Свети преподобномученик Сисиније; Пресвета Богородоца Шпилевска                                        |              |
| 6.12.  | (23.11.) |               | Свети Амфилохије Иконијски; свети Александар Невски; Свети Григорије, епископ Акрагантски; Свети Митрофан, епископ Вороњешки; Свети Дионисије, патријарх цариградски; Свети новомученик архимандрит Григорије (Перадзе), грузијски; Свети Колумбан; Свети мученик Сисисније; Свети мученик Теодор; Свети Исхирион; Свети Елен; Света мученица Меропа |              |
| 7.12.  | (24.11.) |               | Света великомученица Екатерина; Свети великомученик Меркурије; Света девица Мастридија; Свети Меркурије Смоленски; Свети преподобни Симон Сојгински; Свети мученик Теодор антиохијски; Света мученица Августа царица; Светих педесет философа мученика; Свети мученик Порфирије и двеста војника с њим; Свети мученик Александар; Свети преподобни Марко Триглин; Свети мученици Филумен и Христофор; Свети мученик Евгеније; Свети мученици Прокопије и Христофор; Свети мученик Хризогон; Свети Хермоген; Свети преподобни Григорије; Свети Малх; Свети преподобни Руф; Свети преподобни Карион; |              |
| 8.12.  | (25.11.) |               | Свети свештеномученик Климент (Оданије Ваведења); Свештеномученик Климент, епископ Римски; Свештеномученик Петар, архиепископ Александријски; Света мученица Василиса; Свети Теодор Ростовски; Преподобни Пафнутије; Светих шест стотина седамдесет мученика; Пресвета Богородица Брзопомоћница |              |
| 9.12.  | (26.11.) |               | Преподобни Алимпије Столпник; Преподобни Јаков Отшелник; Преподобни Стилијан; Преподобни Никон Покајаније; Свети Инокентије Иркутски; Свети Петар, епископ јерусалимски; Свети новомученик Георгије хиоски; Свети Прокопије персијски; Свети преподобни Сила; Свети преподобни Хермион; Света Пјутицка Богородица | Алимпијевдан |
| 10.12. | (27.11.) |               | Свети мученик Јаков Персијанац; свети Јаков Ростовски; Седамнаест Индијских преподобномученика; Преподобни Роман чудотворац; Преподобни Пинуфрије; Дамаскин Студит; Свети преподобни Диодор јурјегорски; Преподобни Натанаил; Свети преподобни Паладије |              |
| 11.12. | (28.11.) |               | Преподобномученик Стефан; Свети благоверни цар Маврикије; Свети Теодор, архиепископ ростовски; Свети Серафим Чичагов; свети мученик Христо; Преподобна Ана; Свети мученици пострадали за свете иконе; Свети мученици тивериопољски; Свети Роман, епископ македонски; Свети мученик Иринарх и седам светих жена; Свети Теодор, епископ теододипљског; Свештеномученик Јован персијски; Свети преподобни Марко; Свети мученици два детета; Преподобна Марта Тамбовска |              |
| 12.12. | (29.11.) |               | Свети мученици Парамон и Филумен; Преподобни Акакије Синајски; Свети мученик Дионисије, епископ Коринтски; Свети Тиридат, цар Јерменски; Свештеномученик Авив; Свети мученик Филумен; Свети преподобни Висарион чудотворац; Свети преподобни Николај, архиепископ солунски; Нектарије Печерски; Свети Мардарије Љешанско-либертвилски; Свети мученик Аполоније; Свештеномученик Јован; Свети преподобни Питирун; Свети Урван; Свети мученик Валеријан; Свети мученик Федр; Светих шест мученика; Свети преподобни Панкосмије                                                                       |              |
| 13.12. | (30.11.) |               | Свети апостол Андреј Првозвани; Свети Фрументије, просветитељ Абисиније; Свети преподобни Нестор и Јефтимије, подвижници дечански; Свети Вакхтанг Горгасали, краљ Грузије; Свети Александар лезвијски; Свети мученик Андреј; Свети Петар, први католикос-патријарх Грузије; Свети Самуил, други католикос-патријарх Грузије; Света Озерјанска Богородица | Андријевдан  |
| 14.12. | (1.12.)  |               | Свети пророк Наум; свети Филарет Милостиви; Свети Онисим, архиепископ ефески; Свети преподобни Антоније Нови; Свети мученик Ананије персијанац; Свети Ананије и Соломон, архиепископи ефески; Свети Никодим Белоградски |              |
| 15.12. | (2.12.)  |               | Свети пророк Авакум; Свети цар Урош; преподобни Јоаникије Девички; Света мученица Миропија; Преподобни Атанасије, затворник печерски; Света праведна Јелисавета — Евгенија, Српска царица Јелена; Свети Кирил Филеот; Преподобни Марко гробокопач; Свети Иса, епископ циклански; Свети преподобни Јован, Ираклемон, Андреј и Теофило; Свети преподобномученик Гаврило; Свети преподобни Мојсије исповедник; Свети Соломон, архиепископ ефески |              |
| 16.12. | (3.12.)  |               | Свети пророк Софоније; преподобни Јован Ћутљиви; Свештеномученик Теодор, архиепископ александријски; Преподобни Сава Сторожевски; Преподобни Теодул; Свети новомученик Ангелис; Свети Гаврило, епископ гански и хорски; Свети мучеици Агапије, Селевк и Мамант; Света Параскева Топловска; Преподобна Параскева Влахеринска |              |
| 17.12. | (4.12.)  |               | Света великомученица Варвара; преподобни Јован Дамаскин; Свети Генадије, архиепископ новгородски; Свети преподобни Јован, епископ поливотски; Свети Серафим, епископ фанаријски; Свети мученици Христодуло и Христодула девојка; Света мученица Јулијана |              |
| 18.12. | (5.12.)  |               | Преподобни Сава Освећени; свети Нектарије Битољски; Преподобни Карион и Захарија; Гурије Казански; Преподобни мученици карејски; Свети мученик Анастасије; Свети преподобни Филотеј Карејски; Свети мученик Диоген; Свети мученик Аврекије; Свети преподобни Нон; Свети преподобни Гратос; Свети Сергије Касимовски |              |
| 19.12. | (6.12.)  |               | Свети Николај архиепископ Мирликијски чудотворац; Свети Николај, епископ патарски; Свети мученик Никола Караман; Свети Теофил, епископ антиохијски; Свети Николај Јапански; Свети Максим, митрополит кијевски; Свети мученик Нисар; Свети Меркурије Кесаријски | Никољдан     |
| 20.12. | (7.12.)  |               | Свети Амвросије; преподобни Григорије Горњачки; Преподобни Нил Столбенски; Свети преподобни Јован Постник; Свети преподобни Антоније Сијски; Света мученица Филотеја; Свети мученик Атинодор; Свети преподобни Павле Покорни; Свети преподобни Амун; Свети мученици Православни Хришћани; Света мученица Православна Римљанка; Свети мученик Неофит; Свети мученик Дометије; Свети мученици Исидор, Акепсим и Леон; Свети мученици Гај и Гајан; Свети мученици два свештеника; Свети мученик Приск; Свети мученик Мартин; Свети мученик Николај; Свети преподобни Игњатије;                        |              |
| 21.12. | (8.12.)  |               | Преподобни Патапије; свети апостоли Состен, Аполос и други; Свети мученици у Африци; Свети преподобни Кирил Челменски; Светих мученика шездесет свештеника; Свети мученици кархидонски; Света мученица Антиса; Свети Дамјан, архиепископ кипарски |              |
| 22.12. | (9.12.)  |               | Зачеће Свете Ане; Света Ана, матер пророка Самуила; Преподобни Стефан Новосијатељ; Света Васа; Преподобни Теофил Омучки; Свети Софроније, архиепископ кипарски; Свети мученик Еасије; Свети мученик Соситеј; Свети мученик Нарсис; Свети мученик Исак; Богородица Неочекивана Радост |              |
| 23.12. | (10.12.) |               | Свети мученици Мина и други; Свети Мина; свети Јован, деспот Српски и Мати Ангелина; Свети мученик Гемел Многострадални; Јосиф Белгородски; Преподобни Тома Дефуркин; Свештеномученик Теотекн; Свети мученик Марјан; Свети мученик Евгеније |              |
| 24.12. | (11.12.) |               | Преподобни Данило Столпник; Преподобни Лука Столпник; Преподобни Никон Сухи; Свети мученик Миракс; Свети мученик Варсава; Свети мученици Аитал и Акепсије; Свети преподобни Леонтије ахајски; Свети Теренције, Викентије, Емилијан и Вавеј; Свети подвижници Петар и Акепсим; Свети преподобни Вихијан и Номон |              |
| 25.12. | (12.12.) |               | Преподобни Спиридон Чудотворац епископ Тримитунски; Свештеномученик Александар, епископ јерусалимски; Свети мученик Разумник; Свети преподобни Терапонт Монзенски; Јувеналије Аљаски; Света Ирина, кћер светог Спиридона; Свети преподобни Јован, митрополит Зихне; Свети мученик Етерије; Свети преподобни Амонат; Свети преподобни Ант; Света Ефимијана; Света Ленковска Богородица |              |
| 26.12. | (13.12.) |               | Свети мученик Евстратије; Свештеномученик Гаврило, патријарх српски; свети Никодим Српски; Света мученица Лукија (Луција), девица; Свети преподобни Герман, аљаски чудотворац; Свети новомученик Петар Алеут; Свети преподобни Арсеније Латарски; Преподобни Александар Чагрински; Свети Павле Старобељски; Петозарни мученици; Свети преподобни Арис |              |
| 27.12. | (14.12.) |               | Свети мученици Тирс, Левкије и Калиник и други; Свети мученици Филимон, Аполоније, Аријан и други; Теодор Цариградски; Свети мученик Ипатије; Свети Симеон Јуревски (II); Света Барска Богородица |              |
| 28.12. | (15.12.) |               | Свети свештеномученик Елевтерије Илирски; преподобни Павле; Свети Стефан, исповедник сурожски; Преподобни Пард Отшелник; Света преподобномученица Сузана; Свети мученик Елевтерије Кувикуларије; Свети мученик Вакх Нови; Свети преподобни Трифон Кољски; Иларион Тројицки; Никомидијски мученици; Преподобни Павле Латријски; Свети мученик Коремон; Света два џелата Свети |              |
| 29.12. | (16.12.) |               | Свети пророк Агеј; света Теофанија царица; Свети Никола Хрисоверг, патријарх цариградски; Покољ младенаца витлејемских; Свети Мемнон, архиепископ ефески; Света преподобна Софија Суздаљска; Свети Трифон Печеншки; Свети мученик Марин; Свети Симеон, архиепископ антиохијски; Свети мученици Пром и Иларије |              |
| 30.12. | (17.12.) |               | Свети пророк Данило; свети преподобномуч. ђакон Авакум и игуман Пајсије; Преподобни Данил Донале Свети Дионисије, епископ егински; Свети мученик Јакхо; Свети преподобномученици Патермутије, Коприје и Александар; Свети новомученик Никита |              |
| 31.12. | (18.12.) |               | Свети мученик Севастијан; Свети Флор, епископ амински; Свети Модест, патријарх јерусалимски; Свети Кастул; Свети преподобни Севастијан Пошехонски; Свети мученици Закхеј ђакон и Алфеј чтец; Свети преподобни Михаил Сингел, исповедник; Свештеномученик Тадеј Тверски; Свети мученик Евиот; Свети мученици Фока и Ермил; Света Софија Чудотворка; Свети Марко и Маркелијан Освећење храма Пресвете Богородице у Халкопратији у Цариграду |              |